# Список русских православных храмов и приходов Северной Америки
В список включены храмы и приходы, устроенные на средства Российской империи или русской эмиграции и/или придерживающиеся русской богослужебной традиции.

## Гаити
| Город                  | Храм                                   | Год постройки | Современная юрисдикция                                                              | Изображение | Современный адрес        | Примечания |
| ---------------------- | -------------------------------------- | ------------- | ----------------------------------------------------------------------------------- | ----------- | ------------------------ | ---------- |
| Дюморне (Порт-о-Пренс) | Церковь Рождества Пресвятой Богородицы |               | Восточно-Американская и Нью-Йоркская епархия Русской православной церкви заграницей |             | Dumorney, Port-au-Prince |            |

Приходы без отдельных храмов и домовые храмы
| Город                    | Приход                                                 | Год основания | Современная юрисдикция                                                              | Изображение | Современный адрес         | Примечания |
| ------------------------ | ------------------------------------------------------ | ------------- | ----------------------------------------------------------------------------------- | ----------- | ------------------------- | ---------- |
| Жакмель                  | Церковь блаженного Августина                           |               | Восточно-Американская и Нью-Йоркская епархия Русской православной церкви заграницей |             | Jacmel                    |            |
| Кап-Аитьен               | Церковь святителя Николая Чудотворца                   |               | Восточно-Американская и Нью-Йоркская епархия Русской православной церкви заграницей |             | Cap-Haîtien               |            |
| Леоган                   | Церковь апостолов Петра и Павла                        |               | Восточно-Американская и Нью-Йоркская епархия Русской православной церкви заграницей |             | Léogâne                   |            |
| Ле-Ке                    | Церковь святителя Иоанна Шанхайского и Сан-Франциского |               | Восточно-Американская и Нью-Йоркская епархия Русской православной церкви заграницей |             | Les Cayes                 |            |
| Майссад                  | Церковь священномученика Иринея Лионского              |               | Восточно-Американская и Нью-Йоркская епархия Русской православной церкви заграницей |             | Maïssade, Hinche          |            |
| Фонтамара (Порт-о-Пренс) | Церковь преподобного Моисея Мурина                     |               | Восточно-Американская и Нью-Йоркская епархия Русской православной церкви заграницей |             | Fontamara, Port-au-Prince |            |

## Гренада
Приходы без отдельных храмов и домовые храмы
| Город         | Храм                                            | Год основания | Современная юрисдикция                                                              | Изображение | Современный адрес                                 | Примечания |
| ------------- | ----------------------------------------------- | ------------- | ----------------------------------------------------------------------------------- | ----------- | ------------------------------------------------- | ---------- |
| Сент-Джорджес | Приход святого великомучника Гергия Победоносца | 2019          | Восточно-Американская и Нью-Йоркская епархия Русской православной церкви заграницей |             | Mt. Hartman, Grand Anse Valley Road, St. George's |            |

## Доминиканская Республика
| Город | Храм                                 | Год постройки | Современная юрисдикция                                                              | Изображение | Современный адрес                                             | Примечания    |
| ----- | ------------------------------------ | ------------- | ----------------------------------------------------------------------------------- | ----------- | ------------------------------------------------------------- | ------------- |
| Сосуа | Приход Казанской иконы Божией Матери |               | Восточно-Американская и Нью-Йоркская епархия Русской православной церкви заграницей |             | Calle 1, у въезда в Sonovka edificio № 1, Sosua, Puerto Plata | строится храм |

Приходы без отдельных храмов и домовые храмы
| Город         | Приход                                  | Год основания | Современная юрисдикция                                                              | Изображение | Современный адрес | Примечания |
| ------------- | --------------------------------------- | ------------- | ----------------------------------------------------------------------------------- | ----------- | ----------------- | ---------- |
| Пунта-Кана    | Приход преподобного Серафима Саровского |               | Восточно-Американская и Нью-Йоркская епархия Русской православной церкви заграницей |             | Punta Cana        |            |
| Санто-Доминго | Приход Воскресения Христова             |               | Восточно-Американская и Нью-Йоркская епархия Русской православной церкви заграницей |             | Santo Domingo     |            |

## Канада
В список не вошли храмы, состоящие в юрисдикции Украинской православной церкви в Канаде Константинопольского патриархата.
| Город                                          | Храм                                                                    | Год постройки | Современная юрисдикция                                                  | Изображение | Современный адрес                                     | Примечания |
| ---------------------------------------------- | ----------------------------------------------------------------------- | ------------- | ----------------------------------------------------------------------- | ----------- | ----------------------------------------------------- | --- |
| Блаффтон                                       | Монастырь Покрова Пресвятой Богородицы                                  |               | Торонтская митрополия Хризостомоского Синода                            |             | Range Road 2, Bluffton                                | женский; в 2007 году ушёл из РПЦЗ в Синод противостоящих, с 2014 года в составе Хризостомовского Синода                                    |
| Бойл                                           | Церковь Воскресения Христова                                            | 1936          | Патриаршие приходы Русской православной церкви в Канаде                 |             | Range Road 192, Boyle                                 | |
| Боннивиль                                      | Церковь святых апостолов Петра и Павла                                  | 1952          | Патриаршие приходы Русской православной церкви в Канаде                 |             | 51 Avenue, Bonnyville                                 | |
| Боннивиль                                      | Церковь святого пророка Илии                                            |               | Патриаршие приходы Русской православной церкви в Канаде                 |             | 4801 46 Street, Bonnyville                            | |
| Валь-д’Ор                                      | Никольская церковь                                                      |               | нет                                                                     |             |                                                       | церковь была заброшена в 1982 году. В 2001 году город Валь-д’Ор купил её, сделал ремонт экстерьера здания и открыл для посещения туристами |
| Ванкувер                                       | Церковь Святой Троицы                                                   | 1940          | Монреальская и Канадская епархия Русской православной церкви заграницей |             | 710 Campbell Avenue, Vancouver                        | |
| Ванкувер                                       | Церковь святителя Николая Чудотворца                                    | 1952          | Монреальская и Канадская епархия Русской православной церкви заграницей |             | 810 East 13th Avenue, Vancouver                       | |
| Васель                                         | Церковь Вознесения Господня                                             | 1901          | Архиепархия Канады Православной церкви в Америке                        |             | Wasel                                                 | |
| Вегревиль                                      | Церковь святого Иоанна Предтечи                                         | 1923          | Патриаршие приходы Русской православной церкви в Канаде                 |             | 49 Street, Vegreville                                 | |
| Виннипег                                       | Церковь Воскресения Христова                                            |               | Монреальская и Канадская епархия Русской православной церкви заграницей |             | 732 Alfred Avenue, Winnipeg                           | |
| Виннипег                                       | Собор Святой Троицы                                                     | 1905          | Архиепархия Канады Православной церкви в Америке                        |             | 643 Manitoba Avenue, Winnipeg                         | |
| Восток-Буковина                                | Церковь святителя Николая Чудотворца                                    | 1900          | Архиепархия Канады Православной церкви в Америке                        |             | Wostok-Bukovina                                       | |
| Восток                                         | Церковь Пресвятой Троицы                                                | 1938          | Патриаршие приходы Русской православной церкви в Канаде                 |             | Road 182, Old Wostok                                  | |
| Гамильтон                                      | Церковь Покрова Пресвятой Богородицы                                    |               | Монреальская и Канадская епархия Русской православной церкви заграницей |             | 77 Sanford Avenue South, Hamilton                     | |
| Гамильтон                                      | Монастырь Христа Спасителя и церковь Гластонбурской иконы Божией Матери |               | Русская православная церковь заграницей                                 |             | 388-390 Cannon Street East, Hamilton                  | ставропигиальный |
| Джексонс Пойнт                                 | Церковь Смоленской иконы Божией Матери                                  |               | Монреальская и Канадская епархия Русской православной церкви заграницей |             | 5 Birch Road, Jacksons Point                          | |
| Дики Буш (Виллингдон)                          | Церковь святых апостолов Петра и Павла                                  | 1909          | Архиепархия Канады Православной церкви в Америке                        |             | Dickie Bush                                           | |
| Инсайнер                                       | Церковь святых апостолов Петра и Павла                                  | 1911          | Патриаршие приходы Русской православной церкви в Канаде                 |             | Insinger                                              | |
| Калгари                                        | Церковь Всех святых                                                     |               | Монреальская и Канадская епархия Русской православной церкви заграницей |             | 905 8th Avenue N.E., Calgary                          | |
| Кальмар                                        | Церковь Вознесения Господня                                             | 1927          | Патриаршие приходы Русской православной церкви в Канаде                 |             | Range Road 275, Calmar                                | |
| Лашин (Монреаль)                               | Церковь святого великомученика Иоанна Сочавского                        |               | Монреальская и Канадская епархия Русской православной церкви заграницей |             | 660 6e Avenue, Lachine                                | |
| Летбридж                                       | Церковь Успения Пресвятой Богородицы                                    |               | Монреальская и Канадская епархия Русской православной церкви заграницей |             | 907 9th Avenue N., Lethbridge                         | |
| Лондон                                         | Церковь Спаса Нерукотворного Образа                                     |               | Монреальская и Канадская епархия Русской православной церкви заграницей |             | 140 Fairview Avenue, London                           | |
| Лэмонт (Село украинского культурного наследия) | Церковь святителя Николая Чудотворца                                    | 1909          | Патриаршие приходы Русской православной церкви в Канаде                 |             | Ukrainian Cultural Heritage Village                   | перенесён в 1970-е годы из поселения Варвык                                                                                                |
| Макнатт                                        | Церковь Успения Пресвятой Богородицы                                    | 1961          | Патриаршие приходы Русской православной церкви в Канаде                 |             | MacNutt                                               | |
| Мандера                                        | Церковь святого апостола Иакова, брата Господня                         | 1904          | Патриаршие приходы Русской православной церкви в Канаде                 |             | Range Road 170, Mundare                               | |
| Мансонвиль                                     | Скит Преображения Господня                                              | ок. 1958      | РПЦЗ(В-В)                                                               |             | 83 Chemin du Monastère, Mansonville                   | мужской скит. духовно-административный центр неканонической РПЦЗ(В)                                                                        |
| Монреаль                                       | Собор святителя Николая Чудотворца                                      | 1964          | Монреальская и Канадская епархия Русской православной церкви заграницей |             | 422 Boulevard Saint Joseph Ouest, Outremont, Montréal | кафедральный |
| Мус-Джо                                        | Церковь Святой Троицы                                                   | 1914          | Архиепархия Канады Православной церкви в Америке                        |             | 725 9th Avenue Southwest, Moose Jaw                   | |
| Нарол (Виннипег)                               | Церковь святителя Николая Чудотворца                                    | 1911          | Архиепархия Канады Православной церкви в Америке                        |             | 5635 Henderson Highway, Narol                         | |
| Ниагара-Фолс                                   | Церковь преподобного Иоанна Рыльского                                   |               | Монреальская и Канадская епархия Русской православной церкви заграницей |             | 4871 Willmott Street, Niagara Falls                   | болгарская |
| Ниску                                          | Церковь Рождества Пресвятой Богородицы                                  | 1966          | Патриаршие приходы Русской православной церкви в Канаде                 |             | AB-19E, Nisku                                         | |
| Норт Стар                                      | Церковь святых апостолов Петра и Павла                                  | 1940          | Патриаршие приходы Русской православной церкви в Канаде                 |             | Road 910, North Star                                  | |
| Нортвилль (Гранада)                            | Скит Успения Пресвятой Богородицы                                       |               | Монреальская и Канадская епархия Русской православной церкви заграницей |             | Northville                                            | |
| Оттава                                         | Церковь Покрова Пресвятой Богородицы                                    | 1988          | Монреальская и Канадская епархия Русской православной церкви заграницей |             | 99 Stonehurst Avenue, Ottawa                          | |
| Оттава                                         | Собор святой блаженной Ксении Петербургской                             | 1997          | Монреальская и Канадская епархия Русской православной церкви заграницей |             | 2 Colchester Square, Kanata, Ontario                  | В 2007 году приход ушёл из РПЦЗ в РПЦЗ(А), с 2016 года ушёл из РПЦЗ(А) в «Зарубежный округ РПЦ». В 2022 году перешёл в РПЦЗ                |
| Пакан                                          | Церковь пророка Илии                                                    | 1902          | Архиепархия Канады Православной церкви в Америке                        |             | Fort Victoria                                         | |
| Пено                                           | Церковь Архангела Михаила                                               | 1902          | Архиепархия Канады Православной церкви в Америке                        |             | Peno                                                  | |
| Раудон                                         | Церковь Казанской иконы Божией Матери                                   |               | Монреальская и Канадская епархия Русской православной церкви заграницей |             | 3836 Rue Sunshine, Rawdon                             | |
| Редуотер                                       | Церковь святых апостолов Петра и Павла                                  | 1945          | Патриаршие приходы Русской православной церкви в Канаде                 |             | Range Road 222, Redwater                              | |
| Ричмонд-Хилл                                   | Храм Святого Георгия                                                    | 2020 (1882)   | Украинская православная церковь (Московского патриархата)               |             | 9550 Leslie St, Richmond Hill, ON L4B 3Y5             | |
| Руэн-Норанда                                   | Храм Святого Георгия                                                    | 1957          | нет                                                                     |             |                                                       | богослужения не проводятся |
| Санлэнд                                        | Церковь Святой Троицы                                                   | 1910          | Архиепархия Канады Православной церкви в Америке                        |             | Sunland                                               | |
| Сачава (Эндрю)                                 | Церковь Архангела Михаила                                               | 1900          | Архиепархия Канады Православной церкви в Америке                        |             | Sachawa                                               | |
| Середиак                                       | Церковь великомученика Димитрия Солунского                              | 1968          | Патриаршие приходы Русской православной церкви в Канаде                 |             | Road 550, Serediak                                    | |
| Сифтон                                         | Церковь Воскресения Господня                                            | 1905          | Архиепархия Канады Православной церкви в Америке                        |             | Sifton                                                | |
| Скаро                                          | Церковь Вознесения Господня                                             | 1920-е        | Патриаршие приходы Русской православной церкви в Канаде                 |             | Range Road 200, Skaro                                 | |
| Склейтер                                       | Церковь Архангела Михаила                                               | 1916          | Архиепархия Канады Православной церкви в Америке                        |             | Sclater                                               | |
| Смоуки Лейк                                    | Церковь Пресвятой Троицы                                                | 1909          | Архиепархия Канады Православной церкви в Америке                        |             | Пересечение Highway 855 и Highway 28, Smoky Lake      | |
| Спирит Ривер                                   | Церковь Святой Троицы                                                   | 1961          | Патриаршие приходы Русской православной церкви в Канаде                 |             | Township Road 794, Spirit River                       | |
| Стар                                           | Церковь Преображения Господня                                           | 1893          | Архиепархия Канады Православной церкви в Америке                        |             | Пересечение Range Road 192 и Township Road 564, Star  | |
| Стэнен                                         | Церковь Успения Пресвятой Богородицы                                    | 1902          | Архиепархия Канады Православной церкви в Америке                        |             | Stenen                                                | |
| Сэнди Лейк                                     | Церковь святителя Николая Чудотворца                                    | 1900          | Архиепархия Канады Православной церкви в Америке                        |             | Sandy Lake                                            | |
| Торонто                                        | Собор Святой Троицы                                                     | 1969          | Монреальская и Канадская епархия Русской православной церкви заграницей |             | 23 Henry Street, Toronto                              | |
| Торонто                                        | Церковь святителя Тихона Московского                                    |               | Патриаршие приходы Русской православной церкви в Канаде                 |             | 275 Wilson Heights Boulevard, Toronto                 | |
| Торонто                                        | Церковь Воскресения Христова                                            |               | «Зарубежный округ РПЦ»                                                  |             | 213 Winona Drive, Toronto                             | В 2011 году приход ушёл из РПЦЗ в РПЦЗ(А), с 2016 года ушёл из РПЦЗ(А)                                                                     |
| Торсби                                         | Церковь Святой Троицы                                                   | 1920          | Патриаршие приходы Русской православной церкви в Канаде                 |             | Township Road 7490, Thorsby                           | |
| Тофилд                                         | Церковь святителя Николая Чудотворца                                    | 1908          | Архиепархия Канады Православной церкви в Америке                        |             | Ukrainian Cultural Heritage Village, Tofield          | |
| Уайлдвуд                                       | Церковь святого великомученика Георгия Победоносца                      |               | Монреальская и Канадская епархия Русской православной церкви заграницей |             | Wildwood                                              | |
| Уинсор                                         | Церковь Святой Троицы                                                   |               | Монреальская и Канадская епархия Русской православной церкви заграницей |             | 1420 Drouillard Road, Windsor                         | |
| Уокинг                                         | Церковь Святой Троицы                                                   | 1951          | Патриаршие приходы Русской православной церкви в Канаде                 |             | AB-677, Woking                                        | |
| Фарусы                                         | Церковь святого Иоанна Предтечи                                         | 1907          | Патриаршие приходы Русской православной церкви в Канаде                 |             | Range Road 163, Farusi                                | |
| Федорах                                        | Церковь святого Иоанна                                                  |               | Западная епархия Украинской православной церкви в Канаде                |             | Fedorah                                               | |
| Фоум Лейк                                      | Церковь преподобного Онуфрия Великого                                   | 1925          | Патриаршие приходы Русской православной церкви в Канаде                 |             | Foam Lake                                             | |
| Хорен                                          | Церковь святого Иоанна Предтечи                                         | 1954          | Патриаршие приходы Русской православной церкви в Канаде                 |             | AB-759 S, Horen                                       | |
| Чипман                                         | Церковь святого Иоанна Предтечи                                         | 1976          | Патриаршие приходы Русской православной церкви в Канаде                 |             | Chipman 41 St-49 Ave                                  | |
| Чагор (Барич)                                  | Церковь святых апостолов Петра и Павла                                  | 1920          | Патриаршие приходы Русской православной церкви в Канаде                 |             | Township Road 602, Chahor                             | |
| Шандро                                         | Церковь Успения Пресвятой Богородицы                                    | 1905          | Архиепархия Канады Православной церкви в Америке                        |             | Shandro                                               | в Музее украинских поселенцев. Перенесена в 1965 году из Шишковцов                                                                         |
| Шишковцы                                       | Церковь Успения Пресвятой Богородицы                                    | 1963          | Патриаршие приходы Русской православной церкви в Канаде                 |             | Range Road 182, Shiskovtzi                            | |
| Эдмонтон                                       | Собор святой великомученицы Варвары                                     | 1960          | Патриаршие приходы Русской православной церкви в Канаде                 |             | 96 street, Edmonton                                   | |
| Эдсон                                          | Церковь святого апостола Андрея Первозванного                           |               | Монреальская и Канадская епархия Русской православной церкви заграницей |             | Edson                                                 | |
| Эндрю (Kysylew)                                | Церковь Рождества Пресвятой Богородицы                                  | 1905          | Архиепархия Канады Православной церкви в Америке                        |             | Andrew                                                | |

Приходы без отдельных храмов и домовые храмы
| Город    | Приход                                   | Год основания | Современная юрисдикция                                                  | Изображение | Современный адрес                        | Примечания                            |
| -------- | ---------------------------------------- | ------------- | ----------------------------------------------------------------------- | ----------- | ---------------------------------------- | ------------------------------------- |
| Ватерлоо | Церковь святителя Тихона Московского     |               | Монреальская и Канадская епархия Русской православной церкви заграницей |             | Unit 1, 33 Bridgeport Rd. East, Waterloo |                                       |
| Виктория | Церковь святой Софии                     |               | Монреальская и Канадская епархия Русской православной церкви заграницей |             | 195 Joseph Street, Victoria              |                                       |
| Калгари  | Церковь святителя Иоанна Златоуста       |               | Монреальская и Канадская епархия Русской православной церкви заграницей |             | 19 Mount Douglas Circle, Calgary         |                                       |
| Монреаль | Церковь преподобного Серафима Саровского |               | Монреальская и Канадская епархия Русской православной церкви заграницей |             | 8011 Champagneur Avenue, Montreal        | домовая, при епархиальном управлении  |
| Оттава   | Церковь Покрова Пресвятой Богородицы     |               | Патриаршие приходы Русской православной церкви в Канаде                 |             | 1026 Baseline Rd., Ottawa                | храм находится в Villa Marconi Center |

## Коста-Рика
| Город    | Храм                               | Год постройки | Современная юрисдикция                                                              | Изображение | Современный адрес                   | Примечания |
| -------- | ---------------------------------- | ------------- | ----------------------------------------------------------------------------------- | ----------- | ----------------------------------- | ---------- |
| Сан-Хосе | Церковь Владимирской Божией Матери | 2012          | Восточно-Американская и Нью-Йоркская епархия Русской православной церкви заграницей |             | Aprdo. 188—2200, Coronado, San José |            |

## Куба
| Город  | Храм                                  | Год постройки | Современная юрисдикция       | Изображение | Современный адрес                                                        | Примечания |
| ------ | ------------------------------------- | ------------- | ---------------------------- | ----------- | ------------------------------------------------------------------------ | ---------- |
| Гавана | Церковь Казанской иконы Божией Матери | 2008          | Русская православная церковь |             | Calle San Pedro 309 esquina Santa Clara, Habana Vieja cdad. De la Habana |            |

Упразднённые храмы
| Город  | Храм                                                | Год постройки | Современная юрисдикция       | Изображение | Современный адрес | Примечания                                                        |
| ------ | --------------------------------------------------- | ------------- | ---------------------------- | ----------- | ----------------- | ----------------------------------------------------------------- |
| Гавана | Церковь святых равноапостольных Константина и Елены | 1971 (1959)   | Русская православная церковь |             | De la Habana      | в начале 1980-х годов закрыта; здание передано молодёжному театру |

## Мексика
| Город                  | Храм                                         | Год постройки   | Современная юрисдикция                                                                | Изображение | Современный адрес                                 | Примечания |
| ---------------------- | -------------------------------------------- | --------------- | ------------------------------------------------------------------------------------- | ----------- | ------------------------------------------------- | --- |
| Иксуатлан-де-Мадеро    | Церковь Святого Креста                       |                 | Епархия Мексики Православной церкви в Америке                                         |             | Pisaflores, Ixhuatlán de Madero                   | |
| Мехико                 | Монастырь Святой Троицы                      |                 | Сан-Францисская и Западно-Американская епархия Русской православной церкви заграницей |             | Río Danubio 42, Cuauhtémoc, México                | |
| Мехико                 | Собор Вознесения Господня                    | 1918            | Епархия Мексики Православной церкви в Америке                                         |             | Irapuato 53, Peñón de Los Baños, Ciudad de México | |
| Мехико                 | Приход                                       | 2014 (XVII век) | Патриаршие приходы в США                                                              |             |                                                   | Передан в безвозмездное временное пользование католический храм Зачатия святой праведной Анной Пресвятой Богородицы |
| Уэуэтла                | Церковь святого мученика архидиакона Стефана |                 | Епархия Мексики Православной церкви в Америке                                         |             | San Esteban, Huehuetla                            | |
| Эль-Агуакате (Масатан) | Церковь преподобного Германа Аляскинского    |                 | Епархия Мексики Православной церкви в Америке                                         |             | El Aguacate, Mazatán                              | |

Приходы без отдельных храмов и домовые храмы
| Город                | Приход                                   | Год основания | Современная юрисдикция                               | Изображение | Современный адрес | Примечания |
| -------------------- | ---------------------------------------- | ------------- | ---------------------------------------------------- | ----------- | --- | ---------- |
| Гвадалахара          | Приход преподобного Германа Аляскинского |               | Епархия Мексики Православной церкви в Америке        |             | Guadalajara |            |
| Колима               | Приход святителя Николая Чудотворца      |               | Епархия Мексики Православной церкви в Америке        |             | Colima |            |
| Несауалькойотль      | Приход Святой Троицы                     |               | Епархия Мексики Православной церкви в Америке        |             | Lago Ladoga 3, Ciudad Lago, Ciudad Nezahualcóyotl                                                                       |            |
| Темиско              | Приход Воскресения Христова              |               | Епархия Мексики Православной церкви в Америке        |             | Temixco |            |
| Тлальнепантла-де-Бас | Церковь Покрова Пресвятой Богородицы     |               | Патриаршие приходы Русской православной церкви в США |             | 85 км шоссе Mexico Cuautla, Cerrada de Sta. Olga s/n. CP 56890, Nepantla de Sor Juana Ines de la cruz, Estado de Mêxico |            |
| Чалько               | Приход Преображения Господня             |               | Епархия Мексики Православной церкви в Америке        |             | Chalco |            |
| Экатепек-де-Морелос  | Приход Святого Креста                    |               | Епархия Мексики Православной церкви в Америке        |             | Glorieta de Etiopia Lote 11, Manzana 555, La Glorieta, Ecatepec                                                         |            |

## Панама
Приходы без отдельных храмов и домовые храмы
| Город  | Приход                               | Год основания | Современная юрисдикция                                              | Изображение | Современный адрес                              | Примечания |
| ------ | ------------------------------------ | ------------- | ------------------------------------------------------------------- | ----------- | ---------------------------------------------- | ---------- |
| Панама | Церковь Покрова Пресвятой Богородицы |               | Аргентинская и Южноамериканская епархия Русской православной церкви |             | Apartado 0819-11876, Zona6A, El Dorado, Panama |            |

## Пуэрто-Рико
Приходы без отдельных храмов и домовые храмы
| Город      | Приход                                 | Год основания | Современная юрисдикция                                                              | Изображение | Современный адрес                                | Примечания |
| ---------- | -------------------------------------- | ------------- | ----------------------------------------------------------------------------------- | ----------- | ------------------------------------------------ | ---------- |
| Сан-Херман | Приход преподобного Иоанна Лествичника |               | Восточно-Американская и Нью-Йоркская епархия Русской православной церкви заграницей |             | Carrepera #330, Sector Duey Alto, San German, PR |            |

## Соединённые Штаты Америки
В список не вошли:
- храмы, состоящие в юрисдикции Украинской православной церкви в США Константинопольского патриархата;
- храмы Православной церкви в Америке, не имеющие собственного здания.

| Город                              | Храм                                                               | Год постройки  | Современная юрисдикция                                                                | Изображение       | Современный адрес                                                 | Примечания                                                              |
| ---------------------------------- | ------------------------------------------------------------------ | -------------- | ------------------------------------------------------------------------------------- | ----------------- | ----------------------------------------------------------------- | ----------------------------------------------------------------------- |
| Айгугик                            | Церковь святителя Николая Чудотворца                               |                | Епархия Аляски Православной церкви в Америке                                          |                   | Igiugig, AK                                                       |                                                                         |
| Акутан                             | Церковь святого благоверного князя Александра Невского             | 1918           | Епархия Аляски Православной церкви в Америке                                          |                   | Akutan, AK                                                        |                                                                         |
| Алекнагик                          | Церковь Воскресения Христова                                       | 1951           | Епархия Аляски Православной церкви в Америке                                          |                   | Aleknagik, AK                                                     |                                                                         |
| Аллисон Парк (Мак-Кэнделс          | Собор святого благоверного князя Александра Невского               | 1976           | Епархия Западной Пенсильвании Православной церкви в Америке                           |                   | 1600 Guyton Road, Allison Park, McCandless Township, PA           |                                                                         |
| Алтуна                             | Церковь святых апостолов Петра и Павла                             | 1916           | Епархия Западной Пенсильвании Православной церкви в Америке                           |                   | 2027 13th Avenue, Altoona, PA                                     |                                                                         |
| Альфа                              | Церковь святого пророка Иоанна Крестителя                          | 1917           | Епархия Нью-Йорка и Нью-Джерси Православной церкви в Америке                          |                   | 1034 2nd Avenue, Alpha, NJ                                        |                                                                         |
| Амбридж                            | Церковь Святого Духа                                               |                | Епархия Западной Пенсильвании Православной церкви в Америке                           |                   | 210 Maplewood Ave, Ambridge, PA                                   |                                                                         |
| Амстердам                          | Церковь Всех святых                                                |                | Епархия Западной Пенсильвании Православной церкви в Америке                           |                   | 1395 County Highway 75, Amsterdam, OH                             |                                                                         |
| Ангун                              | Церковь святого пророка Иоанна Крестителя                          | 1929           | Епархия Аляски Православной церкви в Америке                                          |                   | Angoon, AK                                                        |                                                                         |
| Анкоридж                           | Церковь святителя Тихона Московского                               | 2003           | Епархия Аляски Православной церкви в Америке                                          |                   | 15396 Old Seward Highway, Anchorage, AK                           |                                                                         |
| Анкоридж                           | Собор святителя Иннокентия Московского                             | 1967           | Епархия Аляски Православной церкви в Америке                                          |                   | 401 Turpin St, Anchorage, AK                                      |                                                                         |
| Ансония                            | Церковь Трёх святителей                                            | 1955           | Епархия Новой Англии Православной церкви в Америке                                    |                   | 26 Howard Avenue, Ansonia, CT                                     |                                                                         |
| Аньяк                              | Церковь Покрова Пресвятой Богородицы                               | 1944           | Епархия Аляски Православной церкви в Америке                                          |                   | Aniak, AK                                                         |                                                                         |
| Атка                               | Церковь святителя Николая Чудотворца                               | 1826           | Епархия Аляски Православной церкви в Америке                                          |                   | Atka, AK                                                          |                                                                         |
| Атлантик Майн                      | Церковь преподобных Сергия и Германа Валаамских                    | 1995           | Чикагская и Средне-Американская епархия Русской православной церкви заграницей        |                   | 17745 Erickson Drive, Atlantic Mine, MI                           |                                                                         |
| Атмаутлуак                         | Церковь преподобного Германа Аляскинского                          | 1974           | Епархия Аляски Православной церкви в Америке                                          |                   | Atmautluak, AK                                                    |                                                                         |
| Афогнак                            | Церковь Рождества Пресвятой Богородицы                             | 1901           | Епархия Аляски Православной церкви в Америке                                          |                   | Afognak, AK                                                       |                                                                         |
| Акхиок                             | Церковь Покрова Пресвятой Богородицы                               | 1926           | Епархия Аляски Православной церкви в Америке                                          |                   | Akhiok, AK                                                        |                                                                         |
| Бейонн                             | Церковь святителя Николая Чудотворца                               | 1914           | Патриаршие приходы Русской православной церкви в США                                  |                   | 606 Kennedy Boulevard, Bayonne, NJ                                |                                                                         |
| Балтимор                           | Церковь Святой Троицы                                              | 1903           | Патриаршие приходы Русской православной церкви в США                                  |                   | 1723 East Fairmount Avenue, Baltimore, MD                         |                                                                         |
| Балтимор                           | Церковь святого апостола Андрея Первозванного                      | 1941           | Вашингтонская епархия Православной церкви в Америке                                   |                   | 2028 E. Lombard St., Baltimore, MD                                |                                                                         |
| Белль-Вернон                       | Церковь святителя Василия Великого                                 |                | Восточно-Американская и Нью-Йоркская епархия Русской православной церкви заграницей   |                   | 1449 Ridge Road, Belle Vernon, PA                                 |                                                                         |
| Белль-Вернон                       | Церковь Воскресения Христова                                       |                | Епархия Западной Пенсильвании Православной церкви в Америке                           |                   | Mary Street, Belle Vernon, PA                                     |                                                                         |
| Белтсвиль                          | Церковь Святых апостолов                                           | 2001           | Восточно-Американская и Нью-Йоркская епархия Русской православной церкви заграницей   |                   | 10760 Baltimore Avenue, Beltsville, MD                            |                                                                         |
| Белкофский                         | Церковь Воскресения Христова                                       | 1826           | Епархия Аляски Православной церкви в Америке                                          |                   | Belkofski, AK                                                     |                                                                         |
| Бенэлд                             | Церковь Успения Пресвятой Богородицы                               | 1914           | Патриаршие приходы Русской православной церкви в США                                  |                   | 300 South 4th Street, Benld, IL                                   |                                                                         |
| Бервик                             | Церковь Благовещения Пресвятой Богородицы                          | 1931           | Епархия Восточной Пенсильвании Православной церкви в Америке                          |                   | 1228 2nd Avenue, Berwick, PA                                      |                                                                         |
| Берлин                             | Церковь святых апостолов Петра и Павла                             |                | Епархия Западной Пенсильвании Православной церкви в Америке                           |                   | Tipple Road, Berlin, PA                                           |                                                                         |
| Берлин                             | Церковь Воскресения Христова                                       | 1915           | Епархия Новой Англии Православной церкви в Америке                                    |                   | 20 Petrograd Street, Berlin, NH                                   |                                                                         |
| Бетель                             | Церковь святых апостолов Петра и Павла                             | 1996           | Епархия Новой Англии Православной церкви в Америке                                    |                   | 93 Dodgingtown Road, Bethel, CT                                   |                                                                         |
| Бетесда                            | Церковь святого апостола Марка                                     | 1972           | Вашингтонская епархия Православной церкви в Америке                                   |                   | 7124 River Road, Bethesda, MD                                     |                                                                         |
| Бетлехем                           | Церковь святителя Николая Чудотворца                               | 1979           | Епархия Восточной Пенсильвании Православной церкви в Америке                          |                   | 980 Bridle Path Rd, Bethlehem, PA                                 |                                                                         |
| Бингемтон                          | Церковь Успения Пресвятой Богородицы                               | 1916           | Епархия Нью-Йорка и Нью-Джерси Православной церкви в Америке                          |                   | 53 Baxter Street, Binghamton, NY                                  |                                                                         |
| Блэйрсвилль                        | Церковь святого пророка Иоанна Крестителя                          | 1908           | Епархия Западной Пенсильвании Православной церкви в Америке                           |                   | 785 Blaire Road, Blairsville, PA                                  |                                                                         |
| Бойсе                              | Церковь преподобного Серафима Саровского                           | 1992           | Сан-Францисская и Западно-Американская епархия Русской православной церкви заграницей |                   | 872 North 29th Street, Boise, ID                                  |                                                                         |
| Боллстон                           | Церковь Христа Спасителя                                           | 1992           | Епархия Нью-Йорка и Нью-Джерси Православной церкви в Америке                          |                   | 349 Eastline Road, Ballston, NY                                   |                                                                         |
| Бостон                             | Собор Святой Троицы                                                | 1960           | Епархия Новой Англии Православной церкви в Америке                                    |                   | 165 Park Dr, Boston, MA                                           | кафедральный                                                            |
| Босуэлл                            | Церковь святых апостолов Петра и Павла                             | 1918           | Епархия Западной Пенсильвании Православной церкви в Америке                           |                   | Boswell, PA                                                       |                                                                         |
| Бриджпорт                          | Церковь Сошествия Святого Духа                                     | 1937           | Епархия Новой Англии Православной церкви в Америке                                    |                   | 1510 East Main Street, Bridgeport, CT                             |                                                                         |
| Бруксайд                           | Церковь святителя Николая Чудотворца                               | 1916           | Патриаршие приходы Русской православной церкви в США                                  |                   | 105 Pastor Street, Brookside, AL                                  |                                                                         |
| Брэнчвиль                          | Церковь святого великомученика Пантелеймона Целителя               |                | Восточно-Американская и Нью-Йоркская епархия Русской православной церкви заграницей   |                   | 67 Mountain Trail, Kittatinny Lake, Branchville, NJ               |                                                                         |
| Брик                               | Церковь Благовещения Пресвятой Богородицы                          | 1994           | Епархия Нью-Йорка и Нью-Джерси Православной церкви в Америке                          |                   | 360 Van Zile Road, Brick, NJ                                      |                                                                         |
| Бьюна-Виста-Тауншип (Новая Кубань) | Покровский скит                                                    | 1959           | Американская архиепископия Константинопольского патриархата                           |                   | 333 Weymouth Road, Buena, NJ                                      | до мая 2023 года — в РПЦЗ                                               |
| Бурлингейм                         | Церковь Всех святых в земле Российской просиявших                  | 1963           | Сан-Францисская и Западно-Американская епархия Русской православной церкви заграницей |                   | 744 El Camino Real, Burlingame, CA                                |                                                                         |
| Буффало                            | Церковь святого великомученика Георгия Победоносца                 | 1962           | Епархия Нью-Йорка и Нью-Джерси Православной церкви в Америке                          |                   | 2 Nottingham Terrace, Buffalo, NY                                 |                                                                         |
| Буффало                            | Церковь святых апостолов Петра и Павла                             |                | Епархия Нью-Йорка и Нью-Джерси Православной церкви в Америке                          |                   | 45 Ideal Street, Buffalo, NY                                      |                                                                         |
| Бейонн                             | Церковь святых апостолов Петра и Павла                             | 1924           | Епархия Нью-Йорка и Нью-Джерси Православной церкви в Америке                          |                   | 98 West 28th Street, Bayonne, NJ                                  |                                                                         |
| Бэйсайд                            | Церковь святого великомученика Георгия Победоносца                 | 1921           | Патриаршие приходы Русской православной церкви в США                                  |                   | 211-43 46 Avenue, Bayside, NY                                     |                                                                         |
| Батл-Крик                          | Церковь святого пророка Илии                                       | 1970           | Патриаршие приходы Русской православной церкви в США                                  |                   | 5066 B Drive South, Battle Creek, MI                              |                                                                         |
| Вайнлэнд                           | Церковь Святой Троицы                                              |                | Восточно-Американская и Нью-Йоркская епархия Русской православной церкви заграницей   |                   | 2211 West Landis Avenue, Vineland, NJ                             |                                                                         |
| Вашингтон                          | Церковь святого пророка Иоанна Предтечи                            | 1958           | Восточно-Американская и Нью-Йоркская епархия Русской православной церкви заграницей   |                   | 4001 17th Street NW, Washington, DC                               |                                                                         |
| Вашингтон                          | Собор святителя Николая Чудотворца                                 | 1962           | Вашингтонская епархия Православной церкви в Америке                                   |                   | 3500 Massachusetts Avenue Northwest, Washington, DC               |                                                                         |
| Вашон Айленд                       | Монастырь Всемилостивого Спаса                                     | 1986           | Сан-Францисская и Западно-Американская епархия Русской православной церкви заграницей |                   | 9933 Southwest 268th Street, Vashon Island, WA                    | мужской                                                                 |
| Винтондэйл                         | Церковь святых апостолов Петра и Павла                             | 1908           | Епархия Западной Пенсильвании Православной церкви в Америке                           |                   | 3rd St, Vintondale, PA                                            |                                                                         |
| Вустер (Mass)                      | Церковь великомученика Георгия Победоносца                         |                |                                                                                       |                   |                                                                   |                                                                         |
| Вудбурн                            | Часовня святых апостолов Петра и Павла                             |                | Восточно-Американская и Нью-Йоркская епархия Русской православной церкви заграницей   |                   | 2408 Ulster Heights Road, Woodbourne, NY                          | при летнем лагере Н. О. Р. Р.                                           |
| Гальвестон (Техас)                 | Церковь святых равноапостольных царей Константина и Елены          |                |                                                                                       |                   |                                                                   |                                                                         |
| Ганистер                           | Церковь Успения Пресвятой Богородицы                               |                | Епархия Западной Пенсильвании Православной церкви в Америке                           |                   | Route 866 S, Ganister, PA                                         |                                                                         |
| Гаррисберг                         | Церковь Христа Спасителя (Воскресения Христова)                    | 1966           | Епархия Восточной Пенсильвании Православной церкви в Америке                          |                   | 5501 Locust Lane, Harrisburg, PA                                  |                                                                         |
| Гартсгорн (Инд. терр.)             | Церковь святых равноапостольных Кирилла и Мефодия                  |                |                                                                                       |                   |                                                                   |                                                                         |
| Гарфилд                            | Церковь Трёх святителей                                            | 1986           | Патриаршие приходы Русской православной церкви в США                                  |                   | St. Vladimir’s Square at 454 Outwater Lane Garfield, NJ           |                                                                         |
| Герневилль                         | Церковь Казанской иконы Божией Матери                              |                | Сан-Францисская и Западно-Американская епархия Русской православной церкви заграницей |                   | 17370 Neely Road, Guerneville, CA                                 |                                                                         |
| Глен-Гарднер                       | Церковь святителя Григория Паламы                                  | 1981           | Епархия Нью-Йорка и Нью-Джерси Православной церкви в Америке                          |                   | 5 Church Street, Glen Gardner, NJ                                 |                                                                         |
| Глен-Ков                           | Церковь Покрова Пресвятой Богородицы                               | 1951           | Восточно-Американская и Нью-Йоркская епархия Русской православной церкви заграницей   |                   | 14 Alvin Street, Glen Cove, NY                                    |                                                                         |
| Глен-Кэмпбэл                       | Церковь святых апостолов Петра и Павла                             | 1997           | Епархия Западной Пенсильвании Православной церкви в Америке                           |                   | 3635 Lochvale Rd. Glen Campbell, PA                               |                                                                         |
| Голливуд (Лос-Анджелес)            | Церковь Покрова Пресвятой Богородицы                               |                | Сан-Францисская и Западно-Американская епархия Русской православной церкви заграницей |                   | 2041 Argyle Avenue, Hollywood, Los Angeles, CA                    |                                                                         |
| Гошен                              | Церковь Покрова Пресвятой Богородицы                               |                | Чикагская и Средне-Американская епархия Русской православной церкви заграницей        |                   | 61355 County Road 21, Goshen, IN                                  |                                                                         |
| Гранд-Рапидс                       | Церковь святителя Иоанна Златоуста                                 | 1890           | Патриаршие приходы Русской православной церкви в США                                  |                   | 40 National Avenue Northwest, Grand Rapids, MI                    |                                                                         |
| Грэйдивилль                        | Церковь преподобного Германа Аляскинского                          | 1971           | Епархия Восточной Пенсильвании Православной церкви в Америке                          |                   | 1855 Middletown Road, Gradyville, PA                              |                                                                         |
| Даймонд-Спрингс                    | Церковь святого пророка Илии                                       |                | Сан-Францисская и Западно-Американская епархия Русской православной церкви заграницей |                   | 4253 Fowler Lane, Diamond Springs, CA                             |                                                                         |
| Дандафф                            | Церковь пророка Иоанна Крестителя                                  | 1938           | Епархия Восточной Пенсильвании Православной церкви в Америке                          |                   | Dundaff, Forest City, PA                                          |                                                                         |
| Декстер (Энн-Арбор)                | Церковь святого равноапостольного князя Владимира                  |                | Чикагская и Средне-Американская епархия Русской православной церкви заграницей        |                   | 9900 Jackson Road, Dexter, MI                                     |                                                                         |
| Денвер (Col)                       | Собор Преображения Господня                                        | 1898 год       | Православная Церковь в Америке                                                        |                   | E 47th Avenue, 349                                                |                                                                         |
| Денвер                             | Церковь Всех святых, в земле Российской просиявших                 | 1966           | Сан-Францисская и Западно-Американская епархия Русской православной церкви заграницей |                   | 3274 East Iliff Avenue, Denver, CO                                |                                                                         |
| Дес-Плейнс                         | Собор Покрова Пресвятой Богородицы                                 |                | Чикагская и Средне-Американская епархия Русской православной церкви заграницей        |                   | 1800 Lee Street Des Plaines, IL                                   | кафедральный собор                                                      |
| Джаннетт                           | Церковь святых равноапостольных Кирилла и Мефодия                  | 1915           | Епархия Западной Пенсильвании Православной церкви в Америке                           |                   | 520 Scott Avenue, Jeannette, PA                                   |                                                                         |
| Джеймсвилль (Сиракьюс)             | Церковь Введения во Храм Пресвятой Богородицы                      |                | Восточно-Американская и Нью-Йоркская епархия Русской православной церкви заграницей   |                   | 607 Tecumseh Road, Jamesville, NY                                 |                                                                         |
| Джексон (Владимирская горка)       | Церковь святого благоверного князя Владимира                       | 1988           | Восточно-Американская и Нью-Йоркская епархия Русской православной церкви заграницей   |                   | 134 Perrineville Road, Jackson, NJ                                | храм-памятник                                                           |
| Джексон                            | Церковь Рождества Пресвятой Богородицы                             | 1968           | Епархия Нью-Йорка и Нью-Джерси Православной церкви в Америке                          |                   | 316 Cassville Road, Jackson, NJ                                   |                                                                         |
| Джексонвилл                        | Монастырь Успения Пресвятой Богородицы                             |                | Ставропигиальный монастырь Русской православной церкви заграницей                     |                   | 1411 Belvedere Avenue, Jacksonville, FL                           | мужской                                                                 |
| Джермин                            | Церковь Архангела Михаила                                          | 1919           | Епархия Восточной Пенсильвании Православной церкви в Америке                          |                   | 305 Walnut Street, Jermyn, PA                                     |                                                                         |
| Джерси-Сити                        | Церковь святых апостолов Петра и Павла                             | 1909 (1857)    | Епархия Нью-Йорка и Нью-Джерси Православной церкви в Америке                          |                   | 109 Grand Street, Jersey City, NJ                                 |                                                                         |
| Джонстаун                          | Церковь святого пророка Иоанна Крестителя                          |                | Епархия Западной Пенсильвании Православной церкви в Америке                           |                   | 427 1st Street, Johnstown, PA                                     |                                                                         |
| Джорданвилль                       | Монастырь Святой Троицы                                            | 1930           | Восточно-Американская и Нью-Йоркская епархия Русской православной церкви заграницей   |                   | 1520 State Route 167, Jordanville, Mohawk, NY                     | мужской                                                                 |
| Джорданвилль                       | Скит святой преподобномученицы Елизаветы                           |                | Восточно-Американская и Нью-Йоркская епархия Русской православной церкви заграницей   |                   | 1520 State Route 167, Jordanville, Mohawk, NY                     | женский                                                                 |
| Джуно                              | Церковь святителя Николая Чудотворца                               | 1894           | Епархия Аляски Православной церкви в Америке                                          |                   | 326 5th Street, Juneau, AK                                        |                                                                         |
| Дикс-Хилз                          | Церковь святого апостола Андрея Первозванного                      | 1991           | Епархия Нью-Йорка и Нью-Джерси Православной церкви в Америке                          |                   | 1095 Carlls Straight Path, Dix Hills, NY                          |                                                                         |
| Диллинхэм                          | Церковь преподобного Серафима Саровского                           |                | Епархия Аляски Православной церкви в Америке                                          |                   | 1637 Wood River Road, Dillingham, AK                              |                                                                         |
| Донора                             | Церковь святителя Николая Чудотворца                               | 1951           | Епархия Западной Пенсильвании Православной церкви в Америке                           |                   | 1 St Nicholas Dr, Donora, PA                                      |                                                                         |
| ДуБойз                             | Церковь святителя Николая Чудотворца                               | 1980           | Епархия Западной Пенсильвании Православной церкви в Америке                           |                   | 108 North 3rd St, Du Bois, PA                                     |                                                                         |
| Дюкейн                             | Церковь святителя Николая Чудотворца                               |                | Епархия Западной Пенсильвании Православной церкви в Америке                           |                   | 507 Catherine Street, Duquesne, PA                                |                                                                         |
| Эклутна                            | Церковь святителя Николая Чудотворца                               | 1962           | Епархия Аляски Православной церкви в Америке                                          |                   | 26339 Eklutna Village Road, Chugiak, AK                           |                                                                         |
| Ик                                 | Церковь Архангела Михаила                                          | 1958           | Епархия Аляски Православной церкви в Америке                                          |                   | Eek, AK                                                           |                                                                         |
| Икук                               | Часовня святителя Николая Чудотворца                               | 1908           | Епархия Аляски Православной церкви в Америке                                          |                   | Ekuk, AK                                                          |                                                                         |
| Ипсуич                             | Церковь святого праведного Иоанна Русского                         |                | Восточно-Американская и Нью-Йоркская епархия Русской православной церкви заграницей   |                   | 16 Mount Pleasant Avenue, Ipswich, MA                             |                                                                         |
| Ирвона                             | Церковь Архангела Михаила                                          | 1927           | Епархия Западной Пенсильвании Православной церкви в Америке                           |                   | Hemlock Street, Irvona, PA                                        |                                                                         |
| Ист-Лансинг                        | Церковь святого апостола Андрея Первозванного                      | 1963           | Патриаршие приходы Русской православной церкви в США                                  |                   | 5066 B Drive South, Battle Creek, MI                              |                                                                         |
| Ист-Мидоу                          | Церковь Святой Троицы                                              | 1936           | Епархия Нью-Йорка и Нью-Джерси Православной церкви в Америке                          |                   | 369 Green Avenue, East Meadow, NY                                 |                                                                         |
| Ист-Сетокит                        | Скит Святого Креста                                                |                | Восточно-Американская и Нью-Йоркская епархия Русской православной церкви заграницей   |                   | 140 Main Street, East Setauket, NY                                |                                                                         |
| Йонкерс                            | Церковь Пресвятой Троицы сайт                                      | 1899 год       | Православная Церковь в Америке                                                        |                   | Trinity Plaza, Seymour Str., 46                                   |                                                                         |
| Кадьяк                             | Собор Воскресения Христова                                         | 1942           | Епархия Аляски Православной церкви в Америке                                          |                   | 385 Kashevaroff Avenue, Kodiak, AK                                |                                                                         |
| Кадьяк                             | Церковь преподобного Германа Аляскинского                          | 1973           | Епархия Аляски Православной церкви в Америке                                          |                   | 414 Mission Road, Kodiak, AK                                      | при Свято-Германовской духовной семинарии                               |
| Калигоста                          | Церковь святого праведного Симеона Верхотурского                   |                | Сан-Францисская и Западно-Американская епархия Русской православной церкви заграницей |                   | 1421 Cedar Street, Calistoga, CA                                  |                                                                         |
| Калифорния                         | Церковь Святой Троицы                                              |                | Восточно-Американская и Нью-Йоркская епархия Русской православной церкви заграницей   |                   | 630 American Street, California, PA                               |                                                                         |
| Камберленд                         | Церковь Успения Пресвятой Богородицы                               | 1908           | Епархия Новой Англии Православной церкви в Америке                                    |                   | 71 Manville Hill Rd, Cumberland, RI                               |                                                                         |
| Камминг                            | Церковь иконы Божией Матери «Всех скорбящих Радость»               | 2010           | Восточно-Американская и Нью-Йоркская епархия Русской православной церкви заграницей   |                   | 6728 Campground Road, Cumming, GA                                 |                                                                         |
| Карлук                             | Церковь святителя Николая Чудотворца                               | 1888           | Епархия Аляски Православной церкви в Америке                                          |                   | Karluk, AK                                                        |                                                                         |
| Карнеги                            | Церковь Введения во Храм Пресвятой Богородицы                      | 1920           | Епархия Западной Пенсильвании Православной церкви в Америке                           |                   | 214 Mansfield Boulevard, Carnegie, PA                             |                                                                         |
| Касиглук                           | Церковь Святой Троицы                                              | 1953           | Епархия Аляски Православной церкви в Америке                                          |                   | Kasigluk, AK                                                      |                                                                         |
| Катаксава                          | Церковь Святой Троицы                                              | 1903           | Епархия Восточной Пенсильвании Православной церкви в Америке                          |                   | 1023 5th Street, Catasauqua, PA                                   | Приход упразднен в 2020 году. Здание храма продано                      |
| Квигиллингок                       | Церковь Архангела Михаила                                          | 1975           | Епархия Аляски Православной церкви в Америке                                          |                   | Kwigillingok, AK                                                  |                                                                         |
| Кеней                              | Церковь Успения Пресвятой Богородицы                               | 1896           | Епархия Аляски Православной церкви в Америке                                          |                   | 1106 Mission Avenue, Kenai, AK                                    |                                                                         |
| Кёртисвилл                         | Церковь Архангела Михаила                                          |                | Епархия Западной Пенсильвании Православной церкви в Америке                           |                   | угол Liberty Street и Pollock Street, Curtisville, PA             |                                                                         |
| Килисно (Аляска)                   | Церковь святого апостола Андрея Первозванного                      |                |                                                                                       |                   |                                                                   | Сгорела в 1928 году. Престол перенесён в соседний городок Ангун         |
| Кинг-Ков                           | Церковь преподобного Германа Аляскинского                          |                | Епархия Аляски Православной церкви в Америке                                          |                   | King Cove, AK                                                     |                                                                         |
| Кингстон                           | Церковь преподобного Марка Эфесского                               | 1983           | Епархия Новой Англии Православной церкви в Америке                                    |                   | 261 Main St, Kingston, MA                                         |                                                                         |
| Клермонт                           | Церковь Воскресения Христова                                       | 1941           | Епархия Новой Англии Православной церкви в Америке                                    |                   | 99 Sullivan Street, Claremont, NH                                 |                                                                         |
| Клермор                            | Церковь преподобной Бригитты Ирландской                            |                | Ставропигиальный приход Русской православной церкви заграницей                        |                   | 332 E. Patti Page, Claremore, OK                                  | западного обряда                                                        |
| Кливленд                           | Собор святителя Феодосия Черниговского                             | 1911-1913 годы | Православная Церковь в Америке                                                        |                   | Starkweather Avenue, 733                                          |                                                                         |
| Кливленд                           | Часовня святого апостола Андрея Первозванного                      | 1956           | Епархия Нью-Йорка и Нью-Джерси Православной церкви в Америке                          |                   | 1280 State Road 49, Cleveland, NY                                 | при детском лагере святого апостола Андрея Первозванного                |
| Клинтон                            | Церковь святого праведного Алексия Уилкс-Баррейского               | 1995           | Епархия Новой Англии Православной церкви в Америке                                    |                   | 108 East Main Street, Clinton, CT                                 |                                                                         |
| Клифтон                            | Церковь Успения Пресвятой Богородицы                               | 1930           | Епархия Нью-Йорка и Нью-Джерси Православной церкви в Америке                          |                   | 35 Orange Avenue, Clifton, NJ                                     |                                                                         |
| Коалдейл                           | Церковь Рождества Пресвятой Богородицы                             | 1914           | Епархия Восточной Пенсильвании Православной церкви в Америке                          |                   | 217 1st St, Coaldale, PA                                          |                                                                         |
| Кокханок                           | Церковь святых апостолов Петра и Павла                             |                | Епархия Аляски Православной церкви в Америке                                          |                   | H U D Housing Rd, Kokhanok, AK                                    |                                                                         |
| Коламбия                           | Церковь святого апостола Матфея                                    | 2008           | Вашингтонская епархия Православной церкви в Америке                                   |                   | 7271 Eden Brook Drive, Columbia, MD                               |                                                                         |
| Колвер                             | Церковь Вознесения Господня                                        |                | Епархия Западной Пенсильвании Православной церкви в Америке                           |                   | 5th Street, Colver, PA                                            |                                                                         |
| Колиганек                          | Церковь Архангела Михаила                                          | 1870           | Епархия Аляски Православной церкви в Америке                                          |                   | Koliganek, AK                                                     |                                                                         |
| Конгиганак                         | Церковь Архангела Гавриила                                         |                | Епархия Аляски Православной церкви в Америке                                          |                   | Kongiganak, AK                                                    |                                                                         |
| Кордова                            | Церковь Архангела Михаила                                          | 1925           | Епархия Аляски Православной церкви в Америке                                          |                   | между Lake Avenue Street и Chase Avenue Street, Cordova, AK       |                                                                         |
| Котсвилл                           | Церковь святителя Николая Чудотворца                               | 1917           | Епархия Восточной Пенсильвании Православной церкви в Америке                          |                   | 11 Oak Street, Coatesville, PA                                    |                                                                         |
| Крукед-Крик                        | Церковь святителя Николая Чудотворца                               |                | Епархия Аляски Православной церкви в Америке                                          |                   | Crooked Creek, AK                                                 |                                                                         |
| Куэтлек                            | Церковь святителя Николая Чудотворца                               | 1935           | Епархия Аляски Православной церкви в Америке                                          |                   | Kwethluk, AK                                                      |                                                                         |
| Кэнонсбург                         | Церковь святого пророка Иоанна Крестителя                          |                | Епархия Западной Пенсильвании Православной церкви в Америке                           |                   | 601 Boone Avenue, Canonsburg, PA                                  |                                                                         |
| Кэрол-Стрим                        | Церковь святителя Иннокентия Московского                           |                | Чикагская и Средне-Американская епархия Русской православной церкви заграницей        |                   | 1N075 Woods Avenue, Carol Stream, IL                              |                                                                         |
| Кэхоус                             | Церковь святителя Николая Чудотворца                               | 1949           | Епархия Нью-Йорка и Нью-Джерси Православной церкви в Америке                          |                   | 67 Saratoga Street, Cohoes, NY                                    |                                                                         |
| Лайм-Виллидж                       | Часовня святых равноапостольных Константина и Елены                |                | Епархия Аляски Православной церкви в Америке                                          |                   | Lime Village, AK                                                  |                                                                         |
| Лауэр-Кальскаг                     | Церковь преподобного Серафима Саровского                           |                | Епархия Аляски Православной церкви в Америке                                          |                   | Church St, Lower Kalskag, AK                                      |                                                                         |
| Левелок                            | Церковь Покрова Пресвятой Богородицы                               | 1937           | Епархия Аляски Православной церкви в Америке                                          |                   | Russian Orthodox Church Rd, Levelock, AK                          |                                                                         |
| Лейк-Одесса                        | Церковь преподобного Германа Аляскинского                          | 2006           | Чикагская и Средне-Американская епархия Русской православной церкви заграницей        |                   | 216 Maple Street, Lake Odessa, MI                                 |                                                                         |
| Ленуар-Сити                        | Церковь святителя Нектария                                         | 2009           | Восточно-Американская и Нью-Йоркская епархия Русской православной церкви заграницей   |                   | 11525 Highway 321 North, Lenoir City, TN                          |                                                                         |
| Ликенс                             | Церковь Вознесения Христова                                        | 1912           | Епархия Восточной Пенсильвании Православной церкви в Америке                          |                   | 756 North 2nd Street, Lykens, PA                                  |                                                                         |
| Линдора (Хоумэйкр-Линдора)         | Церковь святого апостола Андрея Первозванного                      | 1914           | Епархия Западной Пенсильвании Православной церкви в Америке                           |                   | 201 Penn Avenue, Lyndora, Homeacre-Lyndora, PA                    |                                                                         |
| Литл Фолс                          | Церковь Рождества Иоанна Крестителя                                | 1954           | Патриаршие приходы Русской православной церкви в США                                  |                   | 29 Weaver Street, Little Falls, NJ                                |                                                                         |
| Лопез                              | Церковь святого равноапостольного князя Владимира                  | 1899 (1907)    | Епархия Восточной Пенсильвании Православной церкви в Америке                          |                   | 211 Main St, Lopez, PA                                            |                                                                         |
| Лос-Анджелес                       | Собор Преображения Господня                                        |                | Сан-Францисская и Западно-Американская епархия Русской православной церкви заграницей |                   | 5432 Fernwood Avenue, Los Angeles, CA                             |                                                                         |
| Магопак                            | Ново-Коренная пустынь                                              | 1950           | Восточно-Американская и Нью-Йоркская епархия Русской православной церкви заграницей   |                   | 1050 Route 6, Mahopac, NY                                         |                                                                         |
| Мадера                             | Церковь Рождества Пресвятой Богородицы                             | 1909           | Епархия Западной Пенсильвании Православной церкви в Америке                           |                   | Madera, PA                                                        |                                                                         |
| Майами                             | Церковь святого равноапостольного князя Владимира                  | 1947           | Восточно-Американская и Нью-Йоркская епархия Русской православной церкви заграницей   |                   | 101 N.W. 46th Avenue, Miami, FL                                   |                                                                         |
| Майнерсвиль                        | Церковь святых апостолов Петра и Павла                             | 1937           | Епархия Восточной Пенсильвании Православной церкви в Америке                          |                   | 558 Sunbury Street, Minersville, PA                               |                                                                         |
| Майнард                            | Церковь Благовещения Пресвятой Богородицы                          | 1916           | Епархия Новой Англии Православной церкви в Америке                                    |                   | 15 Prospect Street, Maynard, MA                                   |                                                                         |
| Майфельд                           | Собор пророка Иоанна Крестителя                                    | 1960           | Восточно-Американская и Нью-Йоркская епархия Русской православной церкви заграницей   |                   | 700 Hill Street, Mayfield, PA                                     |                                                                         |
| Мак-Кинни                          | Церковь святителя Николая Чудотворца                               |                | Чикагская и Средне-Американская епархия Русской православной церкви заграницей        |                   | 708 South Chestnut Street, McKinney, TX                           |                                                                         |
| Мак-Кис-Рокс                       | Церковь святителя Николая Чудотворца                               |                | Епархия Западной Пенсильвании Православной церкви в Америке                           |                   | 320 Munson Ave, McKees Rocks, PA                                  |                                                                         |
| Мак-Киспорт                        | Церковь Успения Пресвятой Богородицы                               |                | Восточно-Американская и Нью-Йоркская епархия Русской православной церкви заграницей   |                   | 330 Shaw Avenue, McKeesport, PA                                   |                                                                         |
| Мак-Киспорт (Pa)                   | Церковь святителя Саввы Сербского                                  |                |                                                                                       |                   |                                                                   |                                                                         |
| Мак-Лейн                           | Церковь святого апостола Луки                                      | 1977           | Вашингтонская епархия Православной церкви в Америке                                   |                   | 6801 Georgetown Pike, McLean, Virginia                            |                                                                         |
| Манчестер                          | Церковь святых апостолов Петра и Павла                             | 1916           | Патриаршие приходы Русской православной церкви в США                                  |                   | 306 Beech Street, Manchester, NH                                  |                                                                         |
| Марблегед (ОH)                     | Церковь Успения Пресвятой Богородицы                               | 1898 год       | Православная Церковь в Америке                                                        |                   | E Main Str., 110                                                  |                                                                         |
| Маршалл                            | Церковь Михаила Архангела                                          | 1960           | Епархия Аляски Православной церкви в Америке                                          |                   | угол 6th St и Yukon Ave, Marshall, AK                             |                                                                         |
| Маундсвилл                         | Церковь святых апостолов Петра и Павла                             | 1917           | Епархия Западной Пенсильвании Православной церкви в Америке                           |                   | 1109 Morton Avenue, Moundsville, WV                               |                                                                         |
| Маунт-Кармел                       | Церковь Архангела Михаила                                          | 1907           | Епархия Восточной Пенсильвании Православной церкви в Америке                          |                   | 131 N Willow St, Mount Carmel, PA                                 |                                                                         |
| Маунтин-Вилладж                    | Церковь святого мученика Петра Алеута                              |                | Епархия Аляски Православной церкви в Америке                                          |                   | Mountain Village, AK                                              |                                                                         |
| Мебэн                              | Церковь Святой Троицы                                              | 1992           | Восточно-Американская и Нью-Йоркская епархия Русской православной церкви заграницей   |                   | 5 Park Ridge Drive, Fletcher, NC                                  |                                                                         |
| Медфорд                            | Церковь Святого Креста                                             | 1973           | Епархия Нью-Йорка и Нью-Джерси Православной церкви в Америке                          |                   | 11 Wilkins Station Road, Medford, NJ                              |                                                                         |
| Мериден                            | Церковь святых апостолов Петра и Павла                             | 1955           | Епархия Новой Англии Православной церкви в Америке                                    |                   | 54 Park Avenue, Meriden, CT                                       |                                                                         |
| Метьюэн                            | Церковь святой блаженной Ксении                                    | 1989           | Восточно-Американская и Нью-Йоркская епархия Русской православной церкви заграницей   |                   | 170 North Lowell Street, Methuen, MA                              |                                                                         |
| Мидлбрук                           | Церковь Всех святых, в земле Американской просиявших               | 1996 (1858)    | Восточно-Американская и Нью-Йоркская епархия Русской православной церкви заграницей   |                   | 3648 Middlebrook Road, Middlebrook, Augusta, VA                   |                                                                         |
| Миллвиль                           | Церковь святителя Николая Чудотворца                               |                | Восточно-Американская и Нью-Йоркская епархия Русской православной церкви заграницей   |                   | 129 South 5th Street, Millville, NJ                               |                                                                         |
| Милуоки                            | Церковь Святой Троицы                                              |                | Чикагская и Средне-Американская епархия Русской православной церкви заграницей        |                   | 8635 West Warnimont Avenue, Milwaukee, WI                         |                                                                         |
| Миннеаполис (Minn)                 | Церковь Покрова Пресвятой Богородицы                               | 1905 год       | Православная Церковь в Америке                                                        | 5th St NE, 1701   |                                                                   |                                                                         |
| Миннеаполис                        | Церковь святого великомученика Пантелеймона Целителя               | 1956           | Чикагская и Средне-Американская епархия Русской православной церкви заграницей        |                   | 2210 Franklin Avenue SE, Minneapolis, MN                          |                                                                         |
| Михайловский редут (Аляска)        | Церковь Покрова Пресвятой Богородицы                               |                |                                                                                       |                   |                                                                   |                                                                         |
| Мичиган-Сити                       | Церковь святого великомученика Георгия Победоносца                 | 1910           | Чикагская и Средне-Американская епархия Русской православной церкви заграницей        |                   | 303 Grace Street, Michigan City, IN                               |                                                                         |
| Минго-Джанкшн                      | Церковь святого апостола Андрея Первозванного                      |                | Епархия Западной Пенсильвании Православной церкви в Америке                           |                   | 100 Summit Avenue, Mingo Junction, OH                             |                                                                         |
| Моногахела                         | Церковь Рождества Пресвятой Богородицы                             | 1914           | Епархия Западной Пенсильвании Православной церкви в Америке                           |                   | 506 High Street, Monongahela, PA                                  |                                                                         |
| Монэссен                           | Церковь святого апостола Иоанна Богослова                          |                | Епархия Западной Пенсильвании Православной церкви в Америке                           |                   | 42 McKee Ave, Monessen, PA                                        |                                                                         |
| Мулайно                            | Церковь Новомучеников и исповедников Российских                    | 1986           | Сан-Францисская и Западно-Американская епархия Русской православной церкви заграницей |                   | 13792 South Union Hall Road, Mulino, OR                           |                                                                         |
| Мэдисон (Ill)                      | Церковь Рождества Пресвятой Богородицы                             | 1900 год       | Православная Церковь в Америке                                                        |                   | Ewing Avenue, 416                                                 | Была приписана к Стритору                                               |
| Мэйз-Лэндинг                       | Церковь святого пророка Иоанна Крестителя                          | 1966           | Епархия Нью-Йорка и Нью-Джерси Православной церкви в Америке                          |                   | 115 Hudson Street, Mays Landing, NJ                               |                                                                         |
| Мэнвил                             | Церковь святых апостолов Петра и Павла                             | 1936           | Епархия Нью-Йорка и Нью-Джерси Православной церкви в Америке                          |                   | 605 Washington Avenue, Manville, NJ                               |                                                                         |
| Мэйсонтаун                         | Церковь Рождества Пресвятой Богородицы                             | 1914           | Епархия Западной Пенсильвании Православной церкви в Америке                           |                   | 309 South Washington Street, Masontown, PA                        |                                                                         |
| Нантикок                           | Церковь Воскресения Христова                                       | 1917           | Епархия Восточной Пенсильвании Православной церкви в Америке                          |                   | 17 East Kirmar Avenue, Nanticoke, PA                              |                                                                         |
| Нантикок                           | Церковь пророка Иоанна Крестителя                                  | 1911           | Епархия Восточной Пенсильвании Православной церкви в Америке                          |                   | 106 Welles Street, Nanticoke, PA                                  |                                                                         |
| Нануэт                             | Монастырь Успения Пресвятой Богородицы                             | 1949           | Восточно-Американская и Нью-Йоркская епархия Русской православной церкви заграницей   |                   | 100 Smith Road, Nanuet, NY                                        | Новое Дивеево                                                           |
| Напаскиак                          | Церковь святого апостола Иакова                                    | 1935           | Епархия Аляски Православной церкви в Америке                                          |                   | Napaskiak, AK                                                     |                                                                         |
| Наяк                               | Церковь Покрова Пресвятой Богородицы                               | 1957           | Восточно-Американская и Нью-Йоркская епархия Русской православной церкви заграницей   |                   | 51 Prospect Street, Nyack, NY                                     |                                                                         |
| Накнек                             | Церковь святой праведной Анны, матери Пресвятой Богородицы         |                | Епархия Аляски Православной церкви в Америке                                          |                   | Naknek, AK                                                        |                                                                         |
| Нануалек                           | Церковь святых преподобных Сергия и Германа Валаамских             | 1970           | Епархия Аляски Православной церкви в Америке                                          |                   | Nanwalek, AK                                                      |                                                                         |
| Николай                            | Церковь святого апостола Петра                                     | 1915           | Епархия Аляски Православной церкви в Америке                                          |                   | Nikolai, AK                                                       |                                                                         |
| Никольский                         | Церковь святителя Николая Чудотворца                               |                | Епархия Аляски Православной церкви в Америке                                          |                   | Nikolski, AK                                                      |                                                                         |
| Нинилчик                           | Церковь Преображения Господня                                      | 1901           | Епархия Аляски Православной церкви в Америке                                          |                   | Church Street, Ninilchik, AK                                      |                                                                         |
| Нондэлтон                          | Церковь святителя Николая Чудотворца                               |                | Епархия Аляски Православной церкви в Америке                                          |                   | Nondalton, AK                                                     |                                                                         |
| Норидж                             | Церковь святых Новомучеников и исповедников Российских             | 1998           | Восточно-Американская и Нью-Йоркская епархия Русской православной церкви заграницей   |                   | 364 Canterbury Turnpike, Norwich, CT                              |                                                                         |
| Норидж                             | Церковь святителя Николая Чудотворца                               | 1921           | Епархия Новой Англии Православной церкви в Америке                                    |                   | 33 Convent Avenue, Norwich, CT                                    |                                                                         |
| Нортвилль                          | Часовня великомученика Георгия Победоносца                         |                | Восточно-Американская и Нью-Йоркская епархия Русской православной церкви заграницей   |                   | 385 South Shore Road, Northville, NY                              | при летнем лагере дружины «Царское Село»                                |
| Норт-Форт-Майерс                   | Монастырь святителя Николая Чудотворца                             |                | Ставропигиальный монастырь Русской православной церкви заграницей                     |                   | 1340 Piney Road, North Fort Myers, FL                             | женский                                                                 |
| Нортфилд-Фоллз                     | Церковь святого праведного Иакова Аляскинского                     | 1915           | Епархия Новой Англии Православной церкви в Америке                                    |                   | 376 Route 12, Northfield Falls, VT                                |                                                                         |
| Нунэпитчек                         | Церковь Введения во Храм Пресвятой Богородицы                      | 1946           | Епархия Аляски Православной церкви в Америке                                          |                   | Nunapitchuk, AK                                                   |                                                                         |
| Нью-Брансуик                       | Церковь Покрова Пресвятой Богородицы                               | 1965           | Восточно-Американская и Нью-Йоркская епархия Русской православной церкви заграницей   |                   | 301 Handy Street, New Brunswick, NJ                               |                                                                         |
| Нью-Бритен                         | Церковь Святой Троицы                                              | 1913           | Епархия Новой Англии Православной церкви в Америке                                    |                   | 305 Washington Street, New Britain, CT                            |                                                                         |
| Нью-Йорк (Астория)                 | Церковь Святой Троицы                                              |                | «Зарубежный округ РПЦ»                                                                |                   | 2536 37th Street, New York, NY                                    | В 2007 году приход ушёл из РПЦЗ в РПЦЗ(А), с 2016 года ушёл из РПЦЗ(А)  |
| Нью-Йорк (Бруклин)                 | Церковь Святых новомучеников и исповедников Российских             |                | Восточно-Американская и Нью-Йоркская епархия Русской православной церкви заграницей   |                   | 8645 18th Avenue, Brooklyn, NY                                    |                                                                         |
| Нью-Йорк. Бруклин                  | Собор святителя Николая Чудотворца                                 |                |                                                                                       |                   |                                                                   |                                                                         |
| Нью-Йорк (Бруклин)                 | Церковь Святой Троицы                                              | 1935           | Епархия Нью-Йорка и Нью-Джерси Православной церкви в Америке                          |                   | 400 Glenmore Avenue, Brooklyn, NY                                 |                                                                         |
| Нью-Йорк (Бруклин, Уильямсберг)    | Собор Преображения Господня                                        | 1921           | Епархия Нью-Йорка и Нью-Джерси Православной церкви в Америке                          |                   | 228 North 12th Street, Williamsburg, Brooklyn, NY                 |                                                                         |
| Нью-Йорк (Манхэттен)               | Собор святителя Николая Чудотворца                                 | 1903           | Патриаршие приходы Русской православной церкви в США                                  |                   | 15, East 97 Street, New York                                      |                                                                         |
| Нью-Йорк (Флашинг)                 | Церковь Благовещения Пресвятой Богородицы                          | 1951           | Восточно-Американская и Нью-Йоркская епархия Русской православной церкви заграницей   |                   | 4267 147th Street, Flushing, NY                                   | Website: www.annunciation-church-flushing.org                           |
| Нью-Йорк                           | Монастырь святой Марии Египетской                                  | 2008           | Патриаршие приходы Русской православной церкви в США                                  |                   | 320, East 3rd Street, New York                                    |                                                                         |
| Нью-Йорк                           | Церковь святых отцов семи Вселенских соборов                       | 1928           | Восточно-Американская и Нью-Йоркская епархия Русской православной церкви заграницей   |                   | 524 West 153rd Street, New York, NY                               |                                                                         |
| Нью-Кенсингтон                     | Церковь святого пророка Иоанна Крестителя                          | 1964           | Епархия Западной Пенсильвании Православной церкви в Америке                           |                   | 150 Elmtree Rd, New Kensington, PA                                |                                                                         |
| Нью-Салем                          | Церковь Святой Троицы                                              | 1915           | Епархия Западной Пенсильвании Православной церкви в Америке                           |                   | 91 South Mill Street, New Salem, New Salem-Buffington, PA         |                                                                         |
| Нью-Стуяхок                        | Церковь святого преподобного Сергия Радонежского                   | 1942           | Епархия Аляски Православной церкви в Америке                                          |                   | Salmon Street, New Stuyahok, AK                                   |                                                                         |
| Нью-Хейвен                         | Церковь Преображения Господня                                      | 1915           | Епархия Новой Англии Православной церкви в Америке                                    |                   | 285 Alden Avenue, New Haven, CT                                   |                                                                         |
| Ньюарк                             | Церковь Архангела Михаила                                          |                | Восточно-Американская и Нью-Йоркская епархия Русской православной церкви заграницей   |                   | 277 Oliver Street, Newark, NJ                                     |                                                                         |
| Ньюарк                             | Церковь Казанской Божией Матери                                    |                | Восточно-Американская и Нью-Йоркская епархия Русской православной церкви заграницей   |                   | 70-78 Heller Parkway, Newark, NJ                                  |                                                                         |
| Ньюхален                           | Церковь Преображения Господня                                      |                | Епархия Аляски Православной церкви в Америке                                          |                   | Church Rd, Newhalen, AK                                           |                                                                         |
| Оберн                              | Церковь святителя Николая Чудотворца                               | 1912           | Епархия Нью-Йорка и Нью-Джерси Православной церкви в Америке                          |                   | 30 Cross Street, Auburn, NY                                       |                                                                         |
| Оклахома-Сити                      | Церковь преподобного Венедикта Нурсийского                         | 1983           | Чикагская и Средне-Американская епархия Русской православной церкви заграницей        |                   | 3900 Jones Boulevard, Oklahoma City, OK                           |                                                                         |
| Окснард                            | Церковь Святой Троицы                                              |                | Сан-Францисская и Западно-Американская епархия Русской православной церкви заграницей |                   | 2784 Alvarado Street, Oxnard, CA                                  |                                                                         |
| Олбани                             | Церковь Рождества Пресвятой Богородицы                             | 2005           | Восточно-Американская и Нью-Йоркская епархия Русской православной церкви заграницей   |                   | 617 Sand Creek Road, Albany, NY                                   |                                                                         |
| Олд-Фордж                          | Церковь святого первомученика архидиакона Стефана                  |                | Восточно-Американская и Нью-Йоркская епархия Русской православной церкви заграницей   |                   | St Stephen’s Lane, Old Forge, PA                                  |                                                                         |
| Олд-Фордж                          | Церковь Архангела Михаила                                          | 1966           | Епархия Восточной Пенсильвании Православной церкви в Америке                          |                   | 512 Summer St, Old Forge, PA                                      |                                                                         |
| Олд-Харбор                         | Церковь Трёх святителей                                            |                | Епархия Аляски Православной церкви в Америке                                          |                   | 149 Old Harbor St, Old Harbor, AK                                 |                                                                         |
| Олифадж (Pa)                       | Церковь святителя Николая Чудотворца                               | 1904 год       | Православная Церковь в Америке                                                        |                   | Lackawanna Str. & Gravity Avenue                                  | Была приписана к церкви в Майфилде                                      |
| Олифант                            | Церковь Всех святых                                                |                | Епархия Восточной Пенсильвании Православной церкви в Америке                          |                   | 210 Susquehanna Avenue, Olyphant, PA                              |                                                                         |
| Олифант                            | Церковь святителя Николая Чудотворца                               | 1904           | Епархия Восточной Пенсильвании Православной церкви в Америке                          |                   | 600 East Lackawanna Street, Olyphant, PA                          |                                                                         |
| Остин                              | Церковь Святой Блаженной Ксении Петербургской                      | 2023           | Чикагская и Средне-Американская епархия Русской православной церкви заграницей        |                   | 11601 Anderson Mill Rd., Austin, TX 78750                         |                                                                         |
| Осцеола-Миллз                      | Церковь Рождества Пресвятой Богородицы                             | 1893           | Епархия Западной Пенсильвании Православной церкви в Америке                           |                   | 50 Koleski Club Road, Osceola Mills, PA                           |                                                                         |
| Пайлот-Пойнт                       | Церковь святителя Николая Чудотворца                               | 1912           | Епархия Аляски Православной церкви в Америке                                          |                   | Pilot Point, AK                                                   |                                                                         |
| Пайлот-Стейшн                      | Церковь Преображения Господня                                      | 1955           | Епархия Аляски Православной церкви в Америке                                          |                   | Pilot Station, AK                                                 |                                                                         |
| Пайн-Буш                           | Церковь Всех святых в земле Российской просиявших                  | 1962           | Патриаршие приходы Русской православной церкви в США                                  |                   | 287 Jansen Road, Pine Bush, NY                                    |                                                                         |
| Палмертон                          | Церковь святого великомученика Георгия Победоносца                 | 1916           | Патриаршие приходы Русской православной церкви в США                                  |                   | 730 Church Street, Palmerton, PA                                  |                                                                         |
| Пало-Альто                         | Церковь Покрова Пресвятой Богородицы                               |                | Сан-Францисская и Западно-Американская епархия Русской православной церкви заграницей |                   | 3475 Ross Road, Palo Alto, CA                                     |                                                                         |
| Парма (Кливленд)                   | Собор преподобного Сергия Радонежского                             |                | Чикагская и Средне-Американская епархия Русской православной церкви заграницей        |                   | 6520 Broadview Road, Parma, OH                                    |                                                                         |
| Паттон                             | Церковь святых апостолов Петра и Павла                             | 1904           | Епархия Западной Пенсильвании Православная Церковь в Америке                          |                   | 1005 5th Avenue, Patton, PA                                       |                                                                         |
| Пассейик (NJ)                      | Собор святых апостолов Петра и Павла                               | 1916           | Патриаршие приходы Русской православной церкви в США                                  |                   | 200 Third Street, Passaic, NJ                                     |                                                                         |
| Пассейик (NJ)                      | Церковь святых бессеребренников Космы и Дамиана                    |                | Восточно-Американская и Нью-Йоркская епархия Русской православной церкви заграницей   |                   | 42 Van Buren Street, Passaic, NJ                                  |                                                                         |
| Пассейик (NJ)                      | Церковь Трёх Святителей                                            |                |                                                                                       |                   |                                                                   |                                                                         |
| Патерсон                           | Церковь Архангела Михаила                                          |                | Восточно-Американская и Нью-Йоркская епархия Русской православной церкви заграницей   |                   | 52-56 Sherman Avenue, Paterson, NJ                                |                                                                         |
| Пелион                             | Церковь святой великомученица Екатерины                            | 2005           | Ставропигиальный приход Русской православной церкви заграницей                        |                   | 1050 Clay Hill Road, Pelion, SC                                   | западного обряда                                                        |
| Перривилль                         | Церковь святого апостола Иоанна Богослова                          | 1924           | Епархия Аляски Православной церкви в Америке                                          |                   | Perryville, AK                                                    |                                                                         |
| Питкас-Пойнт                       | Церковь святых апостолов Петра и Павла                             |                | Епархия Аляски Православной церкви в Америке                                          |                   | Pitkas Point, AK                                                  |                                                                         |
| Питтсбург (Pa)                     | Церковь пророка Иоанна Крестителя                                  |                |                                                                                       |                   |                                                                   |                                                                         |
| Питтсбург                          | Церковь Успения Пресвятой Богородицы                               | 1917           | Епархия Западной Пенсильвании Православной церкви в Америке                           |                   | 105 South 19th Street, Pittsburgh, PA                             |                                                                         |
| Питтсфилд                          | Церковь святителя Николая Чудотворца                               | 1917           | Епархия Новой Англии Православной церкви в Америке                                    |                   | 1304 North Street, Pittsfield, MA                                 |                                                                         |
| Порт-Гейден                        | Церковь святой Матроны                                             |                | Епархия Аляски Православной церкви в Америке                                          |                   | Port Heiden, AK                                                   |                                                                         |
| Порт-Грехэм                        | Церковь преподобного Германа Аляскинского                          |                | Епархия Аляски Православной церкви в Америке                                          |                   | Port Graham, AK                                                   |                                                                         |
| Порт-Лайонс                        | Церковь Рождества Пресвятой Богородицы                             |                | Епархия Аляски Православной церкви в Америке                                          |                   | Port Lions, AK                                                    |                                                                         |
| Портэйдж                           | Церковь Архангела Михаила                                          | 1915           | Епархия Западной Пенсильвании Православной церкви в Америке                           |                   | 915 Blair Street, Portage, PA                                     |                                                                         |
| Портэйдж-Крик                      | Церковь святителя Василия Великого                                 | 1964           | Епархия Аляски Православной церкви в Америке                                          |                   | Portage Creek, AK                                                 |                                                                         |
| Поттсдаун                          | Церковь Святой Троицы                                              | 1975           | Епархия Восточной Пенсильвании Православной церкви в Америке                          |                   | 1236 Juniper Street, Pottstown, PA                                |                                                                         |
| Пэкипси                            | Церковь святителя Николая Чудотворца                               |                | Восточно-Американская и Нью-Йоркская епархия Русской православной церкви заграницей   |                   | 100 Livingston Street, Poughkeepsie, NY                           |                                                                         |
| Райтстаун                          | Церковь святого апостола Марка                                     | 1974           | Епархия Восточной Пенсильвании Православной церкви в Америке                          |                   | 452 Durham Rd, Wrightstown, PA                                    |                                                                         |
| Рашен-Мишен (Юкон-Ривер)           | Церковь Воздвижения Честного Креста Господня                       | 1997           | Епархия Аляски Православной церкви в Америке                                          |                   | Russian Mission, AK                                               |                                                                         |
| Ред-Банк                           | Церковь святителя Николая Чудотворца                               |                | Восточно-Американская и Нью-Йоркская епархия Русской православной церкви заграницей   |                   | 15 Pearl Street, Red Bank, NJ                                     |                                                                         |
| Рединг                             | Церковь святителя Николая Чудотворца                               | 1931           | Патриаршие приходы Русской православной церкви в США                                  |                   | 241-243 South 3rd Street, Reading, PA                             |                                                                         |
| Редфорд                            | Церковь святителя Иннокентия Иркутского                            | 1983           | Патриаршие приходы Русской православной церкви в США                                  |                   | 23300 W. Chicago, Redford, MI                                     |                                                                         |
| Редфорд                            | Церковь Архистратига Михаила                                       | 1968           | Патриаршие приходы Русской православной церкви в США                                  |                   | 26355 West Chicago Street, Redford, MI                            |                                                                         |
| Ресака                             | Монастырь Вознесения Господня                                      | 1977           | Восточно-Американская и Нью-Йоркская епархия Русской православной церкви заграницей   |                   | 5052 Highway 41 Southeast, Resaca, GA                             |                                                                         |
| Ривервью                           | Монастырь Вознесения Господня                                      |                | Ставропигиальный монастырь Русской православной церкви заграницей                     |                   | 10211 Oak Forest Dr., Riverview, FL                               | мужской, западного обряда                                               |
| Ричмонд                            | Церковь святого благоверного князя Александра Невского             | 1952           | Восточно-Американская и Нью-Йоркская епархия Русской православной церкви заграницей   |                   | 15 Church Street, Richmond, ME                                    |                                                                         |
| Рок-Сити                           | Церковь святого равноапостольного князя Владимира                  |                | Чикагская и Средне-Американская епархия Русской православной церкви заграницей        |                   | St. Seraphim Street Rock City, IL                                 |                                                                         |
| Рослиндейл (Бостон)                | Церковь Богоявления Господня                                       |                | Восточно-Американская и Нью-Йоркская епархия Русской православной церкви заграницей   |                   | 963 South Street, Roslindale, MA                                  |                                                                         |
| Росуэлл                            | Церковь преподобной Mарии Египетской                               |                | Восточно-Американская и Нью-Йоркская епархия Русской православной церкви заграницей   |                   | 1765 Woodstock Road, Roswell, GA                                  |                                                                         |
| Рочестер                           | Церковь Покрова Пресвятой Богородицы                               | 2002           | Восточно-Американская и Нью-Йоркская епархия Русской православной церкви заграницей   |                   | 100 Stanford Drive, Rochester, NY                                 |                                                                         |
| Сакраменто                         | Церковь Вознесения Христова                                        | 1971           | Сан-Францисская и Западно-Американская епархия Русской православной церкви заграницей |                   | 714 13th Street, Sacramento, CA                                   |                                                                         |
| Сан-Диего                          | Церковь Казанской иконы Божией Матери                              | 1949           | Патриаршие приходы Русской православной церкви в США                                  |                   | 3703 Central Avenue, San Diego, CA                                |                                                                         |
| Сан-Диего                          | Церковь святого праведного Иоанна Кронштадтского                   | 1969           | Сан-Францисская и Западно-Американская епархия Русской православной церкви заграницей |                   | 5131 Rex Avenue, San Diego, CA                                    |                                                                         |
| Сан-Франциско                      | Собор святителя Николая                                            | 1960           | Патриаршие приходы Русской православной церкви в США                                  |                   | 2005 15th Street, San Francisco, CA                               |                                                                         |
| Сан-Франциско                      | Собор иконы Божией Матери «Всех скорбящих Радость»                 | 1967           | Сан-Францисская и Западно-Американская епархия Русской православной церкви заграницей |                   | 6210 Geary Boulevard, San Francisco, CA                           | кафедральный собор                                                      |
| Сан-Франциско                      | Собор иконы Божией Матери «Всех скорбящих Радость»                 | 1927           | Сан-Францисская и Западно-Американская епархия Русской православной церкви заграницей |                   | 864 Fulton Street, San Francisco, CA                              | старый кафедральный собор                                               |
| Сан-Франциско                      | Церковь Казанской Божией Матери                                    |                | Сан-Францисская и Западно-Американская епархия Русской православной церкви заграницей |                   | 5717 California Street, San Francisco, CA                         |                                                                         |
| Сан-Франциско                      | Церковь преподобного Сергия Радонежского                           |                | Сан-Францисская и Западно-Американская епархия Русской православной церкви заграницей |                   | 1346 12th Avenue, San Francisco, CA                               |                                                                         |
| Сан-Франциско                      | Собор Пресвятой Троицы                                             | 1857 год       | Православная Церковь в Америке                                                        |                   | 1520 Green Street, San Francisco, CA                              |                                                                         |
| Саннивейл                          | Церковь Вознесения Христова                                        |                | Сан-Францисская и Западно-Американская епархия Русской православной церкви заграницей |                   | 161 North Murphy Avenue, Sunnyvale, CA                            |                                                                         |
| Санта-Барбара                      | Церковь Воскресения Христова                                       |                | Сан-Францисская и Западно-Американская епархия Русской православной церкви заграницей |                   | 411 West Victoria Street, Santa Barbara, CA                       |                                                                         |
| Санта-Роза                         | Церковь святых апостолов Петра и Павла                             |                | Сан-Францисская и Западно-Американская епархия Русской православной церкви заграницей |                   | 850 St. Olga Court, Santa Rosa, CA                                |                                                                         |
| Санта-Фе                           | Церковь святой праведной Иулиании Лазаревской                      | 2012           | Сан-Францисская и Западно-Американская епархия Русской православной церкви заграницей |                   | 3877-A West Alameda, Santa Fe, NM                                 | строится                                                                |
| Саут-Кейнан                        | Монастырь святителя Тихона Задонского                              | 1905           | Епархия Восточной Пенсильвании Православной церкви в Америке                          |                   | 175 St. Tikhon’s Road, Waymart, PA                                |                                                                         |
| Саут-Накнек                        | Церковь Воздвижения Честного Креста Господня                       |                | Епархия Аляски Православной церкви в Америке                                          |                   | South Naknek, AK                                                  |                                                                         |
| Саутбери                           | Церковь Христа Спасителя                                           | 1996           | Епархия Новой Англии Православной церкви в Америке                                    |                   | 1070 Roxbury Road, Southbury, CT                                  |                                                                         |
| Святого Павла, остров (Аляска)     | Церковь святых апостолов Петра и Павла                             | 1907 год       | Православная Церковь в Америке                                                        |                   |                                                                   |                                                                         |
| Сейлем                             | Церковь святителя Николая Чудотворца                               | 1908           | Епархия Новой Англии Православной церкви в Америке                                    |                   | 64 Forrester Street, Salem, MA                                    |                                                                         |
| Селдовия                           | Церковь святителя Николая Чудотворца                               | 1891           | Епархия Аляски Православной церкви в Америке                                          |                   | Seldovia, AK                                                      |                                                                         |
| Сент-Джордж                        | Церковь святого великомученика Георгия Победоносца                 | 1935           | Епархия Аляски Православной церкви в Америке                                          |                   | St. George, AK                                                    |                                                                         |
| Сент-Клер                          | Церковь Успения Пресвятой Богородицы                               | 1906           | Епархия Восточной Пенсильвании Православной церкви в Америке                          |                   | 41 South Nicholas Street, St. Clair, PA                           |                                                                         |
| Сент-Луис                          | Церковь святителя Василия Великого                                 | 1985           | Чикагская и Средне-Американская епархия Русской православной церкви заграницей        |                   | 3615 McCausland Avenue, St. Louis, MO                             |                                                                         |
| Сент-Питерсберг                    | Церковь святого великомученика Андрея Стратилата                   | 2010           | Восточно-Американская и Нью-Йоркская епархия Русской православной церкви заграницей   |                   | 6465 54th Avenue North, St. Petersburg, FL                        |                                                                         |
| Сент-Пол                           | Церковь святых апостолов Петра и Павла                             | 1935           | Епархия Аляски Православной церкви в Америке                                          |                   | St. Paul, AK                                                      |                                                                         |
| Сентрал-Сити                       | Церковь Успения Пресвятой Богородицы                               |                | Епархия Западной Пенсильвании Православной церкви в Америке                           |                   | 635 Sunshine Avenue, Central City, PA                             |                                                                         |
| Си-Клиф                            | Церковь преподобного Серафима Саровского                           | 1959           | Восточно-Американская и Нью-Йоркская епархия Русской православной церкви заграницей   |                   | 131A Carpenter Avenue, Sea Cliff, NY                              |                                                                         |
| Симпсон                            | Церковь святителя Василия Великого                                 |                | Восточно-Американская и Нью-Йоркская епархия Русской православной церкви заграницей   |                   | 33 Midland Street, Simpson, PA                                    |                                                                         |
| Симпсон                            | Церковь святителя Василия Великого                                 | 2001           | Епархия Восточной Пенсильвании Православной церкви в Америке                          |                   | 9 Lord Avenue, Simpson, Carbondale, PA                            |                                                                         |
| Сисайд                             | Церковь преподобного Серафима Саровского                           | 1971           | Сан-Францисская и Западно-Американская епархия Русской православной церкви заграницей |                   | Canion Del Ray Boulevard & Francis Avenue, Seaside, CA            |                                                                         |
| Ситка                              | Собор Архангела Михаила                                            | 1848           | Епархия Аляски Православной церкви в Америке                                          |                   | 240 Lincoln Street, Sitka, AK                                     |                                                                         |
| Ситка                              | Часовня Благовещения Пресвятой Богородицы                          | 1843           | Епархия Аляски Православной церкви в Америке                                          |                   | Sitka, AK                                                         |                                                                         |
| Сиэтл                              | Церковь святителя Николая Чудотворца                               | 1937           | Сан-Францисская и Западно-Американская епархия Русской православной церкви заграницей |                   | 1714 13th Avenue, Seattle, WA                                     |                                                                         |
| Скрентон                           | Церковь святых апостолов Петра и Павла                             | 1972           | Патриаршие приходы Русской православной церкви в США                                  |                   | 1720 Academy Street, Scranton, PA                                 |                                                                         |
| Слитмьют                           | Церковь святых апостолов Петра и Павла                             | 1925           | Епархия Аляски Православной церкви в Америке                                          |                   | Sleetmute, AK                                                     |                                                                         |
| Солсбери                           | Церковь Всех святых в Северной Америке просиявших                  |                | Епархия Новой Англии Православной церкви в Америке                                    |                   | 313 Twin Lakes Road, Salisbury, CT                                |                                                                         |
| Спринг                             | Церковь святителя Ионы Ханькоуского                                | 1998           | Чикагская и Средне-Американская епархия Русской православной церкви заграницей        |                   | 2910 Spring Cypress Road, Spring, TX                              |                                                                         |
| Спрингфилд                         | Церковь святых апостолов Петра и Павла                             |                | Епархия Новой Англии Православной церкви в Америке                                    |                   | 118 Carew Street, Springfield, MA                                 |                                                                         |
| Спрингфилд                         | Церковь Святой Троицы                                              | 1905           | Епархия Новой Англии Православной церкви в Америке                                    |                   | 90 Park Street, Springfield, VT                                   |                                                                         |
| Спрус-Айленд                       | Церковь преподобного Сергия и Германа Валаамских                   | 1898           | Епархия Аляски Православной церкви в Америке                                          |                   | Spruce Island, Alaska                                             | над могилой преподобного Германа Аляскинского                           |
| Стаффорд                           | Церковь Христа Спасителя                                           | 2005           | Вашингтонская епархия Православной церкви в Америке                                   |                   | 60 Clifton Chapel Lane, Stafford, VA                              |                                                                         |
| Стейт-Колледж                      | Церковь Святой Троицы                                              | 1980           | Епархия Западной Пенсильвании Православной церкви в Америке                           |                   | 119 South Sparks Street, State College, PA                        |                                                                         |
| Стони-Ривер                        | Церковь преподобного Германа Аляскинского                          | 1988           | Епархия Аляски Православной церкви в Америке                                          |                   | Stony River, AK                                                   |                                                                         |
| Стратфорд                          | Церковь святителя Николая Чудотворца                               | 1942           | Восточно-Американская и Нью-Йоркская епархия Русской православной церкви заграницей   |                   | 1 Honeyspot Road, Stratford, CT                                   |                                                                         |
| Стратфорд                          | Церковь Сретения Господня                                          |                | Восточно-Американская и Нью-Йоркская епархия Русской православной церкви заграницей   |                   | 5 Wheeler Terrace, Stratford, CT                                  |                                                                         |
| Страудсберг                        | Церковь Святой Троицы                                              | 1982           | Епархия Восточной Пенсильвании Православной церкви в Америке                          |                   | 1501 Trinity Court, Stroudsburg, PA                               |                                                                         |
| Стритор (Ill)                      | Церковь Трёх Святителей                                            |                |                                                                                       |                   |                                                                   |                                                                         |
| Стэмфорд                           | Церковь Успения Пресвятой Богородицы                               | 1977           | Епархия Новой Англии Православной церкви в Америке                                    |                   | 141 Den Road, Stamford, CT                                        |                                                                         |
| Стюбенвилль                        | Церковь Преображения Господня                                      |                | Епархия Западной Пенсильвании Православной церкви в Америке                           |                   | 206 North 10th Street, Steubenville, OH                           |                                                                         |
| Сэнд-Пойнт                         | Церковь святителя Николая Чудотворца                               | 1936           | Епархия Аляски Православной церкви в Америке                                          |                   | Sand Point, AK                                                    |                                                                         |
| Тампа                              | Церковь святителя Григория Богослова                               | 1968           | Патриаршие приходы Русской православной церкви в США                                  |                   | 9615 East Hillsborough Avenue, Tampa, FL                          |                                                                         |
| Тантутулиак                        | Церковь святой мученицы Агафии                                     |                | Епархия Аляски Православной церкви в Америке                                          |                   | Tuntutuliak, AK                                                   |                                                                         |
| Татитлек                           | Церковь святителя Николая Чудотворца                               |                | Епархия Аляски Православной церкви в Америке                                          |                   | Tatitlek, AK                                                      |                                                                         |
| Телида                             | Церковь святителя Василия Великого                                 |                | Епархия Аляски Православной церкви в Америке                                          |                   | Telida, AK                                                        |                                                                         |
| Терривиль                          | Церковь святых равноапостольных Кирилла и Мефодия                  |                | Епархия Новой Англии Православной церкви в Америке                                    |                   | 34 Fairview Avenue, Terryville, Plymouth, CT                      |                                                                         |
| Тионек                             | Церковь святителя Николая Чудотворца                               |                | Епархия Аляски Православной церкви в Америке                                          |                   | Tyonek, AK                                                        |                                                                         |
| Трентон                            | Церковь Успения Пресвятой Богородицы                               |                | «Зарубежный округ РПЦ»                                                                |                   | 106 Jackson Street, Trenton, NJ                                   | В 2006 году приход ушёл из РПЦЗ в РИПЦ, с 2015 года приход ушёл из РИПЦ |
| Трой (N.Y.)                        | Церковь святителя Василия Великого                                 | 1901 год       | Православная Церковь в Америке                                                        | Lansing Avenue, 6 |                                                                   |                                                                         |
| Туллитаун                          | Церковь Христа Царя                                                |                | Ставропигиальный приход Русской православной церкви заграницей                        |                   | 465 Main Street, Tullytown, PA                                    | западного обряда                                                        |
| Уайтопитлок                        | Часовня иконы Божией Матери «Споручница грешных»                   | 2009           | Восточно-Американская и Нью-Йоркская епархия Русской православной церкви заграницей   |                   | 53 Andrews Road, Drew Plantation, Wytopitlock, ME                 |                                                                         |
| Узинки                             | Церковь Рождества Христова                                         | 1906           | Епархия Аляски Православной церкви в Америке                                          |                   | Church Street, Ouzinkie, AK                                       |                                                                         |
| Уиллимантик                        | Церковь Святой Троицы                                              | 1958           | Епархия Новой Англии Православной церкви в Америке                                    |                   | 414 Valley Street, Willimantic, Windham, CT                       |                                                                         |
| Уилкс-Барре (PA)                   | Церковь святого равноапостольного Владимира                        | 1892 год       |                                                                                       |                   | сейчес построен Воскресенский собор                               |                                                                         |
| Уилкс-Барре                        | Церковь святителя Николая Чудотворца                               | 1925           | Патриаршие приходы Русской православной церкви в США                                  |                   | 58 Seneca Street, Wilkes-Barre, PA                                |                                                                         |
| Уилкс-Барре                        | Собор Воскресения Христова                                         |                | Епархия Восточной Пенсильвании Православной церкви в Америке                          |                   | 591 North Main Street, Wilkes-Barre, PA                           |                                                                         |
| Уилкс-Барре                        | Церковь Святой Троицы                                              | 1969           | Епархия Восточной Пенсильвании Православной церкви в Америке                          |                   | 401 East Main Street, Wilkes-Barre, PA                            |                                                                         |
| Уилкенсон (Wash.)                  | Церковь Пресвятой Троицы                                           | 1900 год       | Православная Церковь в Америке                                                        | Long Str., 431    | приписана к Воскресенской церкви в Такоме                         |                                                                         |
| Уилмингтон                         | Церковь Архангела Михаила                                          | 1980           | Епархия Восточной Пенсильвании Православной церкви в Америке                          |                   | 2231 East Huntington Drive, Wilmington, DE                        |                                                                         |
| Уильямсвиль                        | Церковь святых великомучеников Феодора Тирона и Феодора Стратилата | 1924           | Восточно-Американская и Нью-Йоркская епархия Русской православной церкви заграницей   |                   | 96 Los Robles Street, Williamsville, NY                           |                                                                         |
| Уильямспорт                        | Церковь Воздвижения Честного Креста Господня                       | 1988           | Епархия Восточной Пенсильвании Православной церкви в Америке                          |                   | 1725 Holy Cross Lane, Williamsport, PA                            |                                                                         |
| Уналашка                           | Собор Вознесения Христова                                          | 1896           | Епархия Аляски Православной церкви в Америке                                          |                   | West Broadway Avenue, Unalaska, AK                                |                                                                         |
| Унга (Аляска)                      | Церковь Владимирской иконы Божией Матери                           |                |                                                                                       |                   |                                                                   |                                                                         |
| Уолла-Уолла                        | Церковь преподобного Силуана Афонского                             |                | Сан-Францисская и Западно-Американская епархия Русской православной церкви заграницей |                   | 601 Newell Street, Walla Walla, WA                                |                                                                         |
| Уотербери                          | Церковь Рождества Пресвятой Богородицы                             | 1975           | Епархия Новой Англии Православной церкви в Америке                                    |                   | 34 Fairview Avenue, Terryville, Plymouth, CT                      |                                                                         |
| Ютика                              | Церковь преподобного Иоанна Рыльского                              |                | Восточно-Американская и Нью-Йоркская епархия Русской православной церкви заграницей   |                   | 1009 Conkling Avenue, Utica, NY                                   | другое название: Храм-памятник святого правленого Иоанна Кронштадтского |
| Уэйн                               | Монастырь Воздвижения Креста Господня                              | 1986           | Восточно-Американская и Нью-Йоркская епархия Русской православной церкви заграницей   |                   | 505 Holy Cross Road, Union, Wayne, WV                             | мужской, англоязычный                                                   |
| Уэйн                               | Скит Рождества Пресвятой Богородицы                                |                | Восточно-Американская и Нью-Йоркская епархия Русской православной церкви заграницей   |                   | 395 Holy Cross Road, Union, Wayne, WV                             | женский                                                                 |
| Уэйн                               | Церковь Христа Спасителя                                           | 2001           | Восточно-Американская и Нью-Йоркская епархия Русской православной церкви заграницей   |                   | 6378 Route 152, Union, Wayne, WV                                  |                                                                         |
| Уэйртон                            | Церковь святителя Николая Чудотворца                               |                | Епархия Западной Пенсильвании Православной церкви в Америке                           |                   | 604 Colliers Way, Weirton, WV                                     |                                                                         |
| Уэлли-Коттидж                      | Храм Преподобного Сергия Радонежского                              |                | «Зарубежный округ РПЦ»                                                                |                   | 104 Lake Road, Valley Cottage, NY                                 |                                                                         |
| Уэст-Браунсвилль                   | Церковь Воскресения Христова                                       |                | Епархия Западной Пенсильвании Православной церкви в Америке                           |                   | 118 Main Street, West Brownsville, PA                             |                                                                         |
| Уэст-Коламбия                      | Церковь святой преподобномученицы Елизаветы                        | 2010           | Восточно-Американская и Нью-Йоркская епархия Русской православной церкви заграницей   |                   | 1703 Shull Street, West Columbia, SC                              |                                                                         |
| Уэст-Хьяниспорт                    | Часовня Казанской иконы Божией Матери                              |                | Епархия Новой Англии Православной церкви в Америке                                    |                   | 35 Patricia Street, West Hyannisport, MA                          |                                                                         |
| Фарго                              | Церковь Всех святых                                                |                | Чикагская и Средне-Американская епархия Русской православной церкви заграницей        |                   | 2415 Broadway North, Fargo, ND                                    |                                                                         |
| Ферндейл                           | Собор Успения Пресвятой Богородицы                                 |                | Чикагская и Средне-Американская епархия Русской православной церкви заграницей        |                   | 2101 Livernois Street, Ferndale, MI                               |                                                                         |
| Филадельфия                        | Церковь Архангела Михаила                                          | 1909           | Патриаршие приходы Русской православной церкви в США                                  |                   | 335-37 Fairmount Avenue, Philadelphia, PA                         |                                                                         |
| Филадельфия                        | Собор святого апостола Андрея Первозванного                        | 1902           | Патриаршие приходы Русской православной церкви в США                                  |                   | 707 North 5th Street, Philadelphia, PA                            |                                                                         |
| Филадельфия                        | Церковь иконы Божией Матери «Всех скорбящих Радость»               | 1957           | Восточно-Американская и Нью-Йоркская епархия Русской православной церкви заграницей   |                   | 560 North 20th Street, Philadelphia, PA                           |                                                                         |
| Филадельфия                        | Собор святого мученика архидиакона Стефана                         | 1974           | Епархия Восточной Пенсильвании Православной церкви в Америке                          |                   | 8598 Verree Rd, Philadelphia, PA                                  |                                                                         |
| Филадельфия                        | Церковь Успения Пресвятой Богородицы                               | 1913           | Епархия Восточной Пенсильвании Православной церкви в Америке                          |                   | 2101 South 28th Street, Philadelphia, PA                          |                                                                         |
| Филадельфия                        | Церковь святителя Николая Чудотворца                               | 1854 (1917)    | Епархия Восточной Пенсильвании Православной церкви в Америке                          |                   | 817 North 7th Street, Philadelphia, PA                            |                                                                         |
| Филипсбург                         | Церковь Рождества Иоанна Предтечи                                  | 1895           | Восточно-Американская и Нью-Йоркская епархия Русской православной церкви заграницей   |                   | 420 Laura Street, Philipsburg, PA                                 |                                                                         |
| Финикс                             | Церковь Архангела Михаила                                          | 2003           | Сан-Францисская и Западно-Американская епархия Русской православной церкви заграницей |                   | 2037 East Desert Lane, Phoenix, AZ                                |                                                                         |
| Флетчер                            | Церковь святителя Николая Чудотворца                               | 1995           | Восточно-Американская и Нью-Йоркская епархия Русской православной церкви заграницей   |                   | 5 Park Ridge Drive, Fletcher, NC                                  |                                                                         |
| Форт-Росс                          | Часовня Святой Троицы                                              | 1825           | Сан-Францисская и Западно-Американская епархия Русской православной церкви заграницей |                   | Fort Ross State Historic Park, 19005 Coast Highway One Jenner, CA |                                                                         |
| Форт-Уэйн                          | Церковь Святой Троицы                                              |                | Чикагская и Средне-Американская епархия Русской православной церкви заграницей        |                   | 2402 Smith Street, Fort Wayne, IN                                 |                                                                         |
| Фридли                             | Скит Воскресения Христова                                          |                | Чикагская и Средне-Американская епархия Русской православной церкви заграницей        |                   | 1201 Hathaway Lane N.E., Fridley, MN                              |                                                                         |
| Фрэквиль                           | Церковь Вознесения Христова                                        | 1915           | Епархия Восточной Пенсильвании Православной церкви в Америке                          |                   | 209 South Lehigh Avenue, Frackville, PA                           |                                                                         |
| Фэрбанкс                           | Церковь преподобного Германа Аляскинского                          | 1975           | Епархия Аляски Православной церкви в Америке                                          |                   | 2180 Goldstream Road, Fairbanks, AK                               |                                                                         |
| Хакетстаун                         | Церковь Воздвижения Честного Креста Господня                       | 1918           | Патриаршие приходы Русской православной церкви в США                                  |                   | 909 County Road 517, Hackettstown, NJ                             |                                                                         |
| Харпер-Вудс                        | Монастырь Саввы Освященного                                        | 1999           | ставропигиальный монастырь РПЦЗ                                                       |                   | 18745 Old Homestead, Harper Woods, Michigan 48225                 |                                                                         |
| Хартфорд                           | Церковь святого великомученика Пантелеймона Целителя               |                | Восточно-Американская и Нью-Йоркская епархия Русской православной церкви заграницей   |                   | 19 Becket Street, Hartford, CT                                    |                                                                         |
| Хартфорд                           | Церковь Всех святых                                                | 1964           | Епархия Новой Англии Православной церкви в Америке                                    |                   | 205 Scarborough Street, Hartford, CT                              |                                                                         |
| Хауз-Спрингс                       | Церковь святителя Иоанна Златоуста                                 | 1985           | Чикагская и Средне-Американская епархия Русской православной церкви заграницей        |                   | 3774 Gravois Road, House Springs, MO                              |                                                                         |
| Хейгерстаун                        | Церковь святой великомученицы Екатерины                            | 1989           | Вашингтонская епархия Православной церкви в Америке                                   |                   | 433 Liberty Street, Hagerstown, MD                                |                                                                         |
| Херкимер                           | Церковь святых апостолов Петра и Павла                             | 1936           | Епархия Нью-Йорка и Нью-Джерси Православной церкви в Америке                          |                   | 305 Main Road, East Herkimer, NY                                  |                                                                         |
| Ховелл                             | Церковь святого великомученика Георгия Победоносца                 | 1963           | Восточно-Американская и Нью-Йоркская епархия Русской православной церкви заграницей   |                   | 57 East 3rd Street, Howell, NJ                                    | при епархиальном управлении                                             |
| Ховелл                             | Собор святого благоверного князя Александра Невского               | 1997           | Восточно-Американская и Нью-Йоркская епархия Русской православной церкви заграницей   |                   | 200 Alexander Avenue, Howell, NJ                                  |                                                                         |
| Ховелл                             | Церковь Тихвинской иконы Божией Матери                             | 1950-е         | Восточно-Американская и Нью-Йоркская епархия Русской православной церкви заграницей   |                   | 200 Alexander Avenue, Howell, NJ                                  |                                                                         |
| Хоумстэд                           | Церковь святителя Григория Богослова                               | 1951           | Епархия Западной Пенсильвании Православной церкви в Америке                           |                   | 214 East 15th Avenue, Homestead, PA                               |                                                                         |
| Хуна                               | Церковь святителя Николая Чудотворца                               | 1929           | Епархия Аляски Православной церкви в Америке                                          |                   | Hoonah, AK                                                        |                                                                         |
| Хьюстон                            | Церковь святого равноапостольного князя Владимира                  | 1988           | Чикагская и Средне-Американская епархия Русской православной церкви заграницей        |                   | 24 Tidwell Road, Houston, TX                                      |                                                                         |
| Цинциннати                         | Церковь святого великомученика Георгия Победоносца                 | 1988           | Чикагская и Средне-Американская епархия Русской православной церкви заграницей        |                   | 4905 Myrtle Avenue, Cincinnati, OH                                |                                                                         |
| Челси                              | Церковь Рождества Пресвятой Богородицы                             | 1924           | Епархия Новой Англии Православной церкви в Америке                                    |                   | 8 Addison Street, Chelsea, MA                                     |                                                                         |
| Честер                             | Церковь святителя Николая Чудотворца                               | 1916           | Патриаршие приходы Русской православной церкви в США                                  |                   | 2513 West 4th Street, Chester, PA                                 |                                                                         |
| Чигник-Лейк                        | Церковь святителя Николая Чудотворца                               | 1981           | Епархия Аляски Православной церкви в Америке                                          |                   | 407-409 Midtown Cir, Chignik Lake, AK                             |                                                                         |
| Чикаго                             | Собор Пресвятой Троицы                                             | 1902-1903 годы | Православная Церковь в Америке                                                        |                   | North Leavitt Street, 1121                                        |                                                                         |
| Чинигэ                             | Церковь Рождества Пресвятой Богородицы                             | 1986           | Епархия Аляски Православной церкви в Америке                                          |                   | Chenega Bay, AK                                                   |                                                                         |
| Чуэтбалек                          | Церковь преподобного Сергия Радонежского                           | 1961           | Епархия Аляски Православной церкви в Америке                                          |                   | Chuathbaluk, AK                                                   |                                                                         |
| Саутбёри (Чураевка)                | Часовня преподобного Сергия Радонежского                           |                | Восточно-Американская и Нью-Йоркская епархия Русской православной церкви заграницей   |                   | Russian Village Road, Southbury, CT                               |                                                                         |
| Шарлотт                            | Церковь иконы Божией Матери «Державная»                            |                | Восточно-Американская и Нью-Йоркская епархия Русской православной церкви заграницей   |                   | 5310 Statesville Road, Charlotte, NC                              |                                                                         |
| Шептон (Pa)                        | Церковь пророка Иоанна Крестителя                                  |                |                                                                                       |                   |                                                                   |                                                                         |
| Шиллингтон                         | Церковь преподобного Германа Аляскинского                          | 1973           | Епархия Восточной Пенсильвании Православной церкви в Америке                          |                   | 133 West Broad Street, Shillington, PA                            |                                                                         |
| Шолерой                            | Церковь Святой Троицы                                              |                | Епархия Западной Пенсильвании Православной церкви в Америке                           |                   | 1000 Lookout Avenue, Charleroi, PA                                |                                                                         |
| Шугар-Нотч                         | Церковь Христа Спасителя                                           |                | Восточно-Американская и Нью-Йоркская епархия Русской православной церкви заграницей   |                   | 558 Main Street, Sugar Notch, PA                                  |                                                                         |
| Эгиджик                            | Церковь Преображения Господня                                      |                | Епархия Аляски Православной церкви в Америке                                          |                   | Egegik, AK                                                        |                                                                         |
| Форест-Сити                        | Церковь пророка Иоанна Крестителя                                  | 1938           | Епархия Восточной Пенсильвании Православной церкви в Америке                          |                   | Dundaff, Forest City, PA                                          |                                                                         |
| Эдинборо                           | Часовня святителя Николая Чудотворца                               | 1919           | Патриаршие приходы Русской православной церкви в США                                  |                   | 8442 Pageville Road, Edinboro, PA                                 |                                                                         |
| Эдинборо                           | Церковь святых апостолов Петра и Павла                             | 1920           | Епархия Западной Пенсильвании Православной церкви в Америке                           |                   | 25636 North Moisertown Road, Edinboro, PA                         |                                                                         |
| Эллвуд-Сити                        | Церковь Святой Троицы                                              | 1928           | Епархия Западной Пенсильвании Православной церкви в Америке                           |                   | 222 Short Avenue, Ellwood City, PA                                |                                                                         |
| Элизабет                           | Церковь святых апостолов Петра и Павла                             | 1967           | Патриаршие приходы Русской православной церкви в США                                  |                   | 158 Stiles Street, Elizabeth, NJ                                  |                                                                         |
| Элкридж                            | Часовня святых апостолов Петра и Павла                             | 2001           | Патриаршие приходы Русской православной церкви в США                                  |                   | 6480 Elibank Drive, Elkridge, MD                                  | на Троицком православной кладбище, приписана к Балтиморскому приходу    |
| Эльмира-Хейтс                      | Церковь Святой Троицы                                              | 1987           | Епархия Нью-Йорка и Нью-Джерси Православной церкви в Америке                          |                   | 140 Horseheads Blvd, Elmira Heights, NY                           |                                                                         |
| Эндикот                            | Церковь святителя Николая Чудотворца                               |                | Восточно-Американская и Нью-Йоркская епархия Русской православной церкви заграницей   |                   | 308 North Page Avenue, Endicott, NY                               |                                                                         |
| Эндикот                            | Церковь святых апостолов Петра и Павла                             | 1961           | Епархия Нью-Йорка и Нью-Джерси Православной церкви в Америке                          |                   | 210 Hill Avenue, Endicott, NY                                     |                                                                         |
| Эри                                | Церковь Рождества Христова                                         | 1986           | Ставропигиальный приход Русской православной церкви заграницей                        |                   | 247 East Front Street, Erie, PA                                   | единоверческий                                                          |
| Юнион-Бридж                        | Монастырь Введения во храм Пресвятой Богородицы                    |                | Восточно-Американская и Нью-Йоркская епархия Русской православной церкви заграницей   |                   | 9002 Clemsonville Road, Union Bridge, MD                          | женский. Почтовый адрес в Вашингтоне                                    |
| Юнион-Дэйл                         | Церковь святых апостолов Петра и Павла                             | 1923           | Епархия Восточной Пенсильвании Православной церкви в Америке                          |                   | 2105 Belmont Turnpike, Union Dale, PA                             |                                                                         |
| Янгстаун                           | Церковь Рождества Христова                                         | 1969           | Патриаршие приходы Русской православной церкви в США                                  |                   | 727 Miller Avenue, Youngstown, OH                                 |                                                                         |

Приходы без отдельных храмов и домовые храмы
| Город                    | Приход                                                                   | Год основания | Современная юрисдикция                                                                | Изображение | Современный адрес                                              | Примечания                                                                     |
| ------------------------ | ------------------------------------------------------------------------ | ------------- | ------------------------------------------------------------------------------------- | ----------- | -------------------------------------------------------------- | ------------------------------------------------------------------------------ |
| Анкоридж                 | Приход святого апостола Иакова                                           |               | Сан-Францисская и Западно-Американская епархия Русской православной церкви заграницей |             | Anchorage AK                                                   |                                                                                |
| Балтимор                 | Церковь Преображения Господня                                            | 1963          | Восточно-Американская и Нью-Йоркская епархия Русской православной церкви заграницей   |             | 2201 East Baltimore Street, Baltimore, MD                      |                                                                                |
| Баннелл                  | Церковь святителя Николая Чудотворца                                     |               | Восточно-Американская и Нью-Йоркская епархия Русской православной церкви заграницей   |             | 4721 East Moody Blvd unit 304, Bunnell, FL                     |                                                                                |
| Берлин                   | Церковь Христа Спасителя                                                 | 2007          | Вашингтонская епархия Православной церкви в Америке                                   |             | 10315 Carey Road, Berlin, MD                                   |                                                                                |
| Блю-Ривер                | Приход пророка Иоанна Крестителя                                         |               | Чикагская и Средне-Американская епархия Русской православной церкви заграницей        |             | 18426 Chezik Road, Blue River, WI                              |                                                                                |
| Брайан                   | Приход иконы Божией Матери «Живоносный Источник»                         | 2004          | Чикагская и Средне-Американская епархия Русской православной церкви заграницей        |             | 1009 Winter Street, Bryan, TX                                  |                                                                                |
| Бристоль                 | Приход святителя Тихона Московского                                      |               | Восточно-Американская и Нью-Йоркская епархия Русской православной церкви заграницей   |             | 1800 Euclid Avenue, Bristol, VA                                |                                                                                |
| Вирджиния-Бич            | Приход преподобного Иосифа Оптинского                                    |               | Восточно-Американская и Нью-Йоркская епархия Русской православной церкви заграницей   |             | 5600 Albright Drive, Virginia Beach, VA                        |                                                                                |
| Вудсток                  | Приход Святого Семейства                                                 |               | Ставропигиальный приход Русской православной церкви заграницей                        |             | 1263 West Spring Street, Woodstock, VA                         | западного обряда                                                               |
| Гарисонбург              | Приход святых Жён мироносиц                                              |               | Восточно-Американская и Нью-Йоркская епархия Русской православной церкви заграницей   |             | 110 Old South High Street, Harrisonburg, VA                    |                                                                                |
| Гонолулу                 | Церковь Иверской (Монреальской) иконы Божией Матери                      |               | Сан-Францисская и Западно-Американская епархия Русской православной церкви заграницей |             | 845 Queen Street, Suite #101, Honolulu HI                      |                                                                                |
| Де-Куин                  | Приход Всех святых в земле Американской просиявших                       | 1995          | Чикагская и Средне-Американская епархия Русской православной церкви заграницей        |             | 193 Brooks Road, De Queen, AR                                  |                                                                                |
| Дейтона-Бич              | Церковь святого апостола Андрея Первозванного                            | 2009          | Восточно-Американская и Нью-Йоркская епархия Русской православной церкви заграницей   |             | 101 Indigo Drive, Daytona Beach, FL                            |                                                                                |
| Ирвайн                   | Приход святой великомученицы Варвары                                     | 2006          | Сан-Францисская и Западно-Американская епархия Русской православной церкви заграницей |             | 5 Wrigley, Irvine, CA                                          | службы проводятся в коптской церкви святой Марины                              |
| Кассон                   | Приход святого праведного Иосифа Обручника                               |               | Ставропигиальный приход Русской православной церкви заграницей                        |             | 401 8th Street Northwest, Kasson, MN                           | западного обряда                                                               |
| Кастро-Вэлли             | Церковь святого праведного Иоанна Кронштадтского                         |               | Сан-Францисская и Западно-Американская епархия Русской православной церкви заграницей |             | 4432 James Avenue, Castro Valley, CA                           | при русской больнице для престарелых                                           |
| Кенневик                 | Приход святителя Иоанна, Шанхайского и Сан-Францисского чудотворца       | 2011          | Сан-Францисская и Западно-Американская епархия Русской православной церкви заграницей |             | 283 East Reata Road, Kennewick, WA                             |                                                                                |
| Кеноша                   | Приход святого апостола Петра                                            |               | ставропигиальный приход Русской православной церкви заграницей                        |             | 2012 29th Street, Kenosha, WI                                  | западного обряда                                                               |
| Ки-Уэст                  | Церковь святой равноапостольной Нины                                     | 2009          | Восточно-Американская и Нью-Йоркская епархия Русской православной церкви заграницей   |             | 3850 North Roosevelt Boulevard, Key West, FL                   | службы проводятся в зале «Royal Palm» гицы «Hotel Key West»                    |
| Киссимми                 | Приход святых мучениц Веры, Надежды, Любови и Софии                      |               | Восточно-Американская и Нью-Йоркская епархия Русской православной церкви заграницей   |             | 1603 North Thacker Avenue, Kissimmee, FL                       | службы проводятся в здании католического молодёжного центра                    |
| Киссимми                 | Церковь Покрова Пресвятой Богородицы и святителя Исидора Севильского     |               | Восточно-Американская и Нью-Йоркская епархия Русской православной церкви заграницей   |             | 2328 Haley Court, Kissimmee, FL                                |                                                                                |
| Колумбия                 | Приход преподобной Марии Египетской                                      |               | Чикагская и Средне-Американская епархия Русской православной церкви заграницей        |             | 2709 Bayonne Court, Columbia, MO                               |                                                                                |
| Колумбус                 | Приход святителя Иоанна Сан-Францисского                                 |               | Чикагская и Средне-Американская епархия Русской православной церкви заграницей        |             | Columbus, OH                                                   | службы проводятся в разных местах                                              |
| Корваллис                | Приход святого Мартина Турского                                          |               | Сан-Францисская и Западно-Американская епархия Русской православной церкви заграницей |             | 925 Northwest Camellia Drive, Corvallis OR                     |                                                                                |
| Лансинг                  | Церковь преподобного Серафима Саровского                                 | 2004          | Чикагская и Средне-Американская епархия Русской православной церкви заграницей        |             | 2627 North East Street, Lansing, MI                            | службы проводятся в епископальном храме святого Павла, строится отдельный храм |
| Мадди                    | Приход святителя Иоасафа Белгородского                                   |               | Чикагская и Средне-Американская епархия Русской православной церкви заграницей        |             | Muddy, IL                                                      |                                                                                |
| Мэрион                   | Приход святого Иосифа Чудотворца                                         |               | Ставропигиальный приход Русской православной церкви заграницей                        |             | 17139 30th Avenue, Marion, MI                                  | западного обряда                                                               |
| Нашвилл                  | Приход святителя Иннокентия Московского                                  | 2009          | Восточно-Американская и Нью-Йоркская епархия Русской православной церкви заграницей   |             | 4905 Franklin Pike, Nashville, TN                              | службы совершаются в Свято-Троицком греческом храме                            |
| Нортвилль                | Приход Христа Спасителя                                                  |               | Ставропигиальный приход Русской православной церкви заграницей                        |             | 42186 Farragut Court, Northville, MI                           | западного обряда                                                               |
| Нью-Йорк                 | Собор святителя Николая Чудотворца                                       | 1959          | Ставропригиальный храм Русской православной церкви заграницей                         |             | 75 East 93rd Street, New York, NY                              | при синоде (с нижней Сергиевской церковью)                                     |
| Нью-Йорк (Бруклин)       | Церковь святого Иоанна Крестителя                                        |               | Ставропигиальный приход Русской православной церкви заграницей                        |             | 3379 Shore Parkway, Brooklyn, NY                               |                                                                                |
| Нью-Йорк (Бруклин)       | Церковь иконы Пресвятой Богородицы «Неупиваемая Чаша»                    | 2004          | Восточно-Американская и Нью-Йоркская епархия Русской православной церкви заграницей   |             | 46 Brighton 1st Lane, Brooklyn, NY                             | при Доме трудолюбия святого праведного Иоанна Кронштадтского                   |
| Нью-Йорк (Статен-Айленд) | Церковь иконы Пресвятой Богородицы «Нечаянная Радость»                   |               | Восточно-Американская и Нью-Йоркская епархия Русской православной церкви заграницей   |             | 206 Sand Lane, Staten Island, NY                               |                                                                                |
| Пеория                   | Приход святителя Иоанна Шанхайского и Сан-Францисского                   |               | Ставропигиальный приход Русской православной церкви заграницей                        |             | 1021 East Maywood Avenue, Peoria, IL                           | западного обряда                                                               |
| Плизент-Хилл             | Церковь святой блаженной Ксении Петербургской                            |               | Сан-Францисская и Западно-Американская епархия Русской православной церкви заграницей |             | 1948 Oak Park Boulevard, Pleasant Hill, CA                     | ведётся сбор средств на строительство отдельного храма                         |
| Прэри-Вилладж            | Приход Покрова Пресвятой Богородицы                                      | 2002          | Чикагская и Средне-Американская епархия Русской православной церкви заграницей        |             | 9100 Mission Road, Prairie Village, KS                         | службы проводятся в часовне при лютеранской Воскресенской церкви               |
| Путнэм-Вэлли             | Приход святителя Амвросия Миланского                                     |               | Ставропигиальный приход Русской православной церкви заграницей                        |             | 124 Mill Street, Mohegan Lake, Putnam Valley, NY               | западного обряда                                                               |
| Ричмонд-Хилл             | Приход Успения Пресвятой Богородицы                                      |               | Восточно-Американская и Нью-Йоркская епархия Русской православной церкви заграницей   |             | 11902 94th Avenue, Richmond Hill, NY                           |                                                                                |
| Роки-Хилл                | Церковь святой преподобномученицы Елизаветы                              | 2004          | Восточно-Американская и Нью-Йоркская епархия Русской православной церкви заграницей   |             | 38 Princeton Avenue, Rocky Hill, NJ                            |                                                                                |
| Роуг-Ривер               | Приход святителя Иннокентия Иркутского                                   |               | Сан-Францисская и Западно-Американская епархия Русской православной церкви заграницей |             | Rogue River, OR                                                |                                                                                |
| Саммервилль              | Церковь святых равноапостольных Кирилла и Мефодия                        | 1973          | Восточно-Американская и Нью-Йоркская епархия Русской православной церкви заграницей   |             | 122 South Main Street, Summerville, SC                         |                                                                                |
| Сан-Антонио              | Приход Архангела Михаила и всех Ангельских сил                           |               | Ставропигиальный приход Русской православной церкви заграницей                        |             | 15014 Beavers Run, San Antonio, TX                             | западного обряда                                                               |
| Сан-Франциско            | Церковь Воскресения Христова                                             |               | Сан-Францисская и Западно-Американская епархия Русской православной церкви заграницей |             | 109 6th Avenue, San Francisco, CA                              |                                                                                |
| Сан-Франциско            | Церковь святителя Тихона Задонского                                      |               | Сан-Францисская и Западно-Американская епархия Русской православной церкви заграницей |             | 598 15th Avenue, San Francisco, CA                             | при епархиальном управлении                                                    |
| Сандаски                 | Приход святителя Тихона                                                  | 2004          | Чикагская и Средне-Американская епархия Русской православной церкви заграницей        |             | 4612 Kingsley Circle East, Sandusky, OH                        |                                                                                |
| Санрайз                  | Приход святителя Николая Чудотворца и мученика Иануария                  |               | Восточно-Американская и Нью-Йоркская епархия Русской православной церкви заграницей   |             | 3200 Northwest 120th Way, Sunrise, FL                          |                                                                                |
| Саут-Бенд                | Приход святителя Нектария Эгинского                                      |               | Ставропигиальный приход Русской православной церкви заграницей                        |             | 410 Chamberlin Drive, South Bend, IN                           | западного обряда                                                               |
| Сеймур                   | Приход Святого Креста                                                    |               | Ставропигиальный приход Русской православной церкви заграницей                        |             | 410 West 4th Street, Seymour, IN                               | западного обряда                                                               |
| Сент-Пол                 | Приход святых Айдана и Кутберта Линдисфарнских                           |               | Ставропигиальный приход Русской православной церкви заграницей                        |             | 1111 Western Avenue North, Saint Paul, MN                      | западного обряда                                                               |
| Спаркс                   | Приход святых Царственных страстотерпцев                                 |               | Сан-Францисская и Западно-Американская епархия Русской православной церкви заграницей |             | 1020 Pyramid Way, Sparks, NV                                   | юридически, приход располагается в Рино.                                       |
| Спринг-Вэлли             | Часовня иконы Божией Матери «Отрада и Утешение»                          |               | Восточно-Американская и Нью-Йоркская епархия Русской православной церкви заграницей   |             | 385 South Pascack Road, Spring Valley, NY                      | при обществе «Russian Artist Abroad, Otrada»                                   |
| Тусон                    | Приход преподобного Германа Аляскинского                                 |               | Сан-Францисская и Западно-Американская епархия Русской православной церкви заграницей |             | Tucson AZ                                                      |                                                                                |
| Уинстон-Салем            | Приход святителя Кирилла Александрийского                                | 2012          | Ставропигиальный приход Русской православной церкви заграницей                        |             | 380 Heritage Pointe Dr., Unit 111, Winston-Salem, NC           | западного обряда                                                               |
| Урбана                   | Церковь Казанской иконы Божией Матери                                    |               | Чикагская и Средне-Американская епархия Русской православной церкви заграницей        |             | 218 W. Market Street, Urbana, OH                               |                                                                                |
| Уэст-Джордан             | Приход святого великомученика Георгия Победоносца                        | 2005          | Сан-Францисская и Западно-Американская епархия Русской православной церкви заграницей |             | 1544 W. 7800 S. West Jordan, UT                                |                                                                                |
| Уэст-Спрингфилд          | Приход святителя Николая Чудотворца                                      |               | Восточно-Американская и Нью-Йоркская епархия Русской православной церкви заграницей   |             | 23 Southworth Street, West Springfield, MA                     |                                                                                |
| Уэстон                   | Приход иконы Божией Матери Знамения «Курской-Коренной»                   |               | Чикагская и Средне-Американская епархия Русской православной церкви заграницей        |             | 6409 River Bend Road, Weston, WI                               |                                                                                |
| Флюгервиль (Остин)       | Церковь Покрова Пресвятой Богородицы                                     | 2001          | Чикагская и Средне-Американская епархия Русской православной церкви заграницей        |             | 1701 Peridot Road, Pflugerville, TX                            |                                                                                |
| Фрамингам                | Приход святителя Иоанна Шанхайского и Сан-Францисского                   | 2008          | Восточно-Американская и Нью-Йоркская епархия Русской православной церкви заграницей   |             | 162 Edgell Road, Framingham, MA                                |                                                                                |
| Хобс                     | Церковь преподобного Бенедикта Нурсийского                               |               | Сан-Францисская и Западно-Американская епархия Русской православной церкви заграницей |             | 1714 East Rose Lane, Hobbs, NM                                 |                                                                                |
| Холлэндейл               | Приход святой блаженной Матроны Московской                               |               | Ставропигиальный приход Русской православной церкви заграницей                        |             | 600 East Hallandale Beach Boulevard #780, Hallandale Beach, FL |                                                                                |
| Хьюстон                  | Церковь святого пророка Илии                                             | 2006          | Чикагская и Средне-Американская епархия Русской православной церкви заграницей        |             | 3355 FM 1960 West, Suite-A, Houston, TX                        |                                                                                |
| Чаттануга                | Часовня Покрова Пресвятой Богородицы и святителя Нектария Пентапольского | 2010          | Восточно-Американская и Нью-Йоркская епархия Русской православной церкви заграницей   |             | 1136 Ridgetop Drive, Chattanooga, TN                           |                                                                                |
| Эпплтон                  | Приход Рождества Пресвятой Богородицы                                    | 1997          | Чикагская и Средне-Американская епархия Русской православной церкви заграницей        |             | 525 North Bateman Street, Appleton, WI                         |                                                                                |